# Salles-Curan
Pour les articles homonymes, voir Salles.
Salles-Curan est une commune française située dans le département de l'Aveyron, en région Occitanie.
Le patrimoine architectural de la commune comprend quatre  immeubles protégés au titre des monuments historiques : l'église Saint-Géraud, inscrite en 1927, le château de l'Évêque, classé en 1928, une maison (grenier-des-Évêques), inscrite en 1928, et le château de Larguiès, inscrit en 1981.

## Géographie

### Généralités

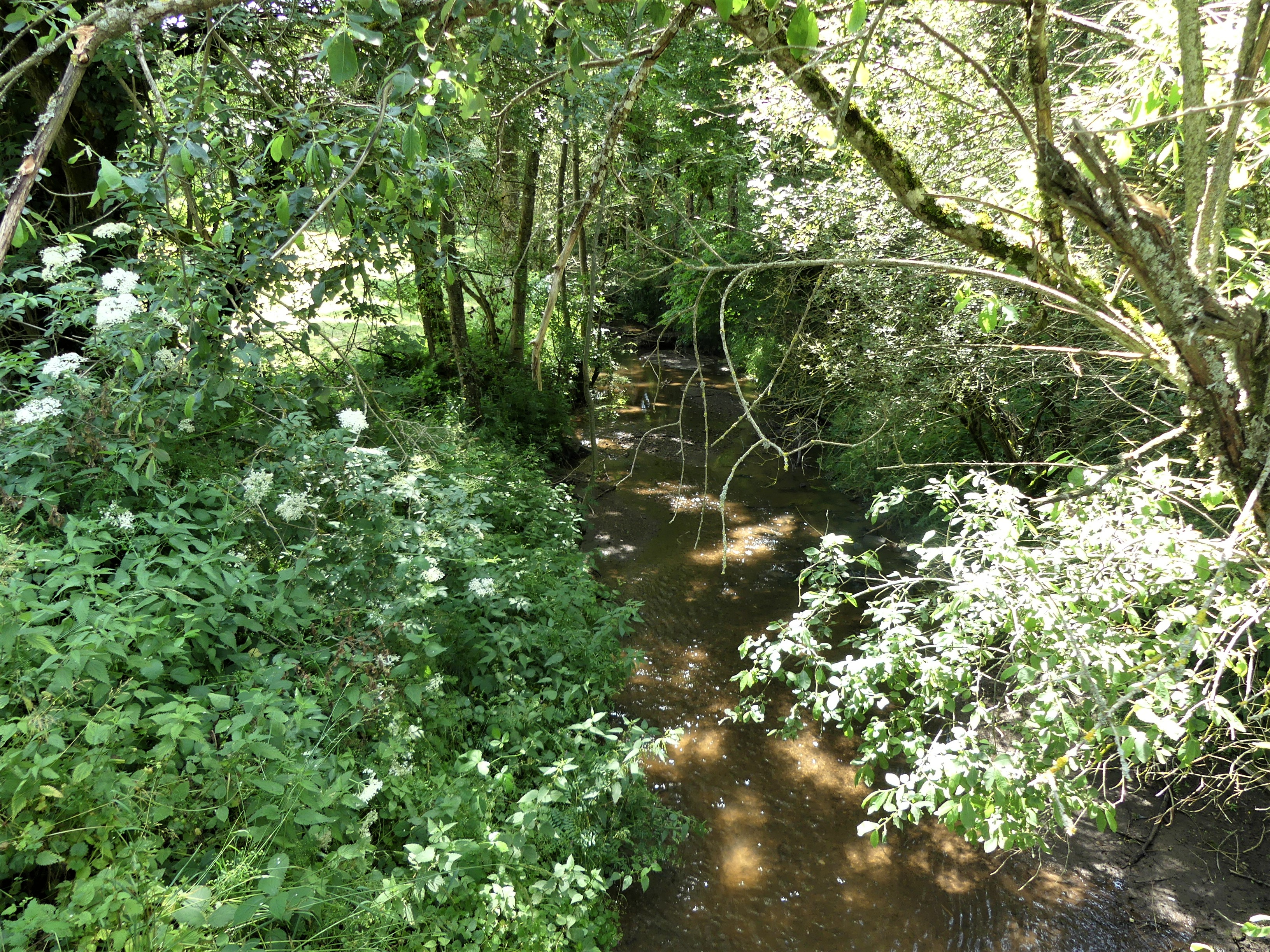
Le ruisseau de Connes au pont de la RD 199.

Dans le centre du département de l'Aveyron, la commune de Salles-Curan, située sur le haut plateau du Lévézou, dans le sud du Massif central, s'étend sur 93,90 km2. Elle est arrosée par le Vioulou et par son affluent le ruisseau de Connes, qui alimentent le lac de Pareloup, de plus de 12 km2, dont près de la moitié sur le territoire communal de Salles-Curan.
L'altitude minimale, 547 mètres, se trouve localisée à l'extrême sud, près du lieu-dit le Puech de Coudols, là où le ruisseau d'Ourtiguet — sous-affluent du Tarn — quitte la commune et sert de limite entre celles d'Ayssènes et de Viala-du-Tarn. L'altitude maximale avec 1 084 mètres se situe à l'est du lieu-dit Bouloc, en limite de la commune de Castelnau-Pégayrols.
À l'intersection des routes départementales (RD) 199 et 993, le bourg de Salles-Curan est situé, en distances orthodromiques, 25 kilomètres au sud-est de Rodez et autant au nord-ouest de Millau.
La commune est également desservie par les RD 44, 73, 95, 244, 577 et 659. Entre Canet-de-Salars et Castelnau-Pégayrols, le sentier de grande randonnée GR 62 traverse le territoire communal sur dix-huit kilomètres, passant par le bourg de Salles-Curan et le village de Bouloc.

### Communes limitrophes
Salles-Curan est limitrophe de dix autres communes.
Les communes limitrophes sont  Alrance, Arvieu, Ayssènes, Canet-de-Salars, Castelnau-Pégayrols, Curan, Montjaux, Prades-Salars, Viala-du-Tarn et Villefranche-de-Panat.
| Canet-de-Salars                | Prades-Salars | Curan                   |
| Arvieu                         | Salles-Curan  | Castelnau-Pégayrols     |
| Alrance, Villefranche-de-Panat | Ayssènes      | Montjaux, Viala-du-Tarn |

### Climat
Pour des articles plus généraux, voir Climat de l'Occitanie et Climat de l'Aveyron.
En 2010, le climat de la commune est de type climat océanique altéré, selon une étude s'appuyant sur une série de données couvrant la période 1971-2000. En 2020, Météo-France publie une typologie des climats de la France métropolitaine dans laquelle la commune est exposée à un climat de montagne et est dans la région climatique Sud-est du Massif Central, caractérisée par une pluviométrie annuelle de 1 000 à 1 500 mm, minimale en été, maximale en automne.
Pour la période 1971-2000, la température annuelle moyenne est de 9,3 °C, avec une amplitude thermique annuelle de 15,5 °C. Le cumul annuel moyen de précipitations est de 1 019 mm, avec 11,3 jours de précipitations en janvier et 6,3 jours en juillet. Pour la période 1991-2020, la température moyenne annuelle observée sur la station météorologique installée sur la commune est de 9,6 °C et le cumul annuel moyen de précipitations est de 1 085,0 mm,. Pour l'avenir, les paramètres climatiques de la commune estimés pour 2050 selon différents scénarios d'émission de gaz à effet de serre sont consultables sur un site dédié publié par Météo-France en novembre 2022.
| Mois                                  | jan.             | fév.             | mars           | avril         | mai           | juin            | jui.            | août           | sep.            | oct.          | nov.            | déc.             | année      |
| ------------------------------------- | ---------------- | ---------------- | -------------- | ------------- | ------------- | --------------- | --------------- | -------------- | --------------- | ------------- | --------------- | ---------------- | ---------- |
| Température minimale moyenne (°C)     | −1,2             | −1,4             | 1,1            | 3,2           | 6,9           | 10,4            | 12,3            | 12,5           | 9,1             | 6,6           | 2,3             | −0,1             | 5,1        |
| Température moyenne (°C)              | 2                | 2,3              | 5,3            | 7,9           | 11,7          | 15,8            | 18,2            | 18,3           | 14,2            | 10,5          | 5,5             | 3                | 9,6        |
| Température maximale moyenne (°C)     | 5,1              | 6                | 9,6            | 12,5          | 16,6          | 21,2            | 24              | 24             | 19,3            | 14,3          | 8,7             | 6,1              | 14         |
| Record de froid (°C) date du record   | −21,5 12.01.1987 | −22,2 11.02.1956 | −15 06.03.1971 | −9 12.04.1986 | −6 18.05.1959 | −0,4 02.06.1962 | 0,5 11.07.1954  | 2,6 09.08.1955 | −3 18.09.1977   | −7,1 25.10.03 | −12 06.11.1980  | −17,5 24.12.1962 | −22,2 1956 |
| Record de chaleur (°C) date du record | 19,5 01.01.22    | 21,5 26.02.19    | 22,4 14.03.12  | 25,5 14.04.15 | 29,5 22.05.22 | 35 30.06.19     | 36,5 30.07.1983 | 36,2 12.08.03  | 32,5 16.09.1987 | 28 01.10.23   | 22,5 02.11.1981 | 18,6 31.12.21    | 36,5 1983  |
| Précipitations (mm)                   | 101,8            | 74,7             | 77             | 104           | 99,1          | 70,8            | 58,2            | 66,2           | 92,4            | 116,7         | 118,2           | 105,9            | 1 085      |

## Urbanisme

### Typologie
Au 1er janvier 2024, Salles-Curan est catégorisée commune rurale à habitat dispersé, selon la nouvelle grille communale de densité à 7 niveaux définie par l'Insee en 2022.
Elle est située hors unité urbaine et hors attraction des villes,.
La commune, bordée par un plan d’eau intérieur d’une superficie supérieure à 1 000 hectares, le lac de Pareloup, est également une commune littorale au sens de la loi du 3 janvier 1986, dite loi littoral. Des dispositions spécifiques d’urbanisme s’y appliquent dès lors afin de préserver les espaces naturels, les sites, les paysages et l’équilibre écologique du littoral, tel le principe d'inconstructibilité, en dehors des espaces urbanisés, sur la bande littorale des 100 mètres, ou plus si le plan local d’urbanisme le prévoit.

### Villages
Outre le bourg de Salles-Curan proprement-dit, les principaux villages sont Bouloc, les Canabières, Saint-Martin des Faux (partagé avec la commune d'Arvieu) et les Vernhes.

## Toponymie

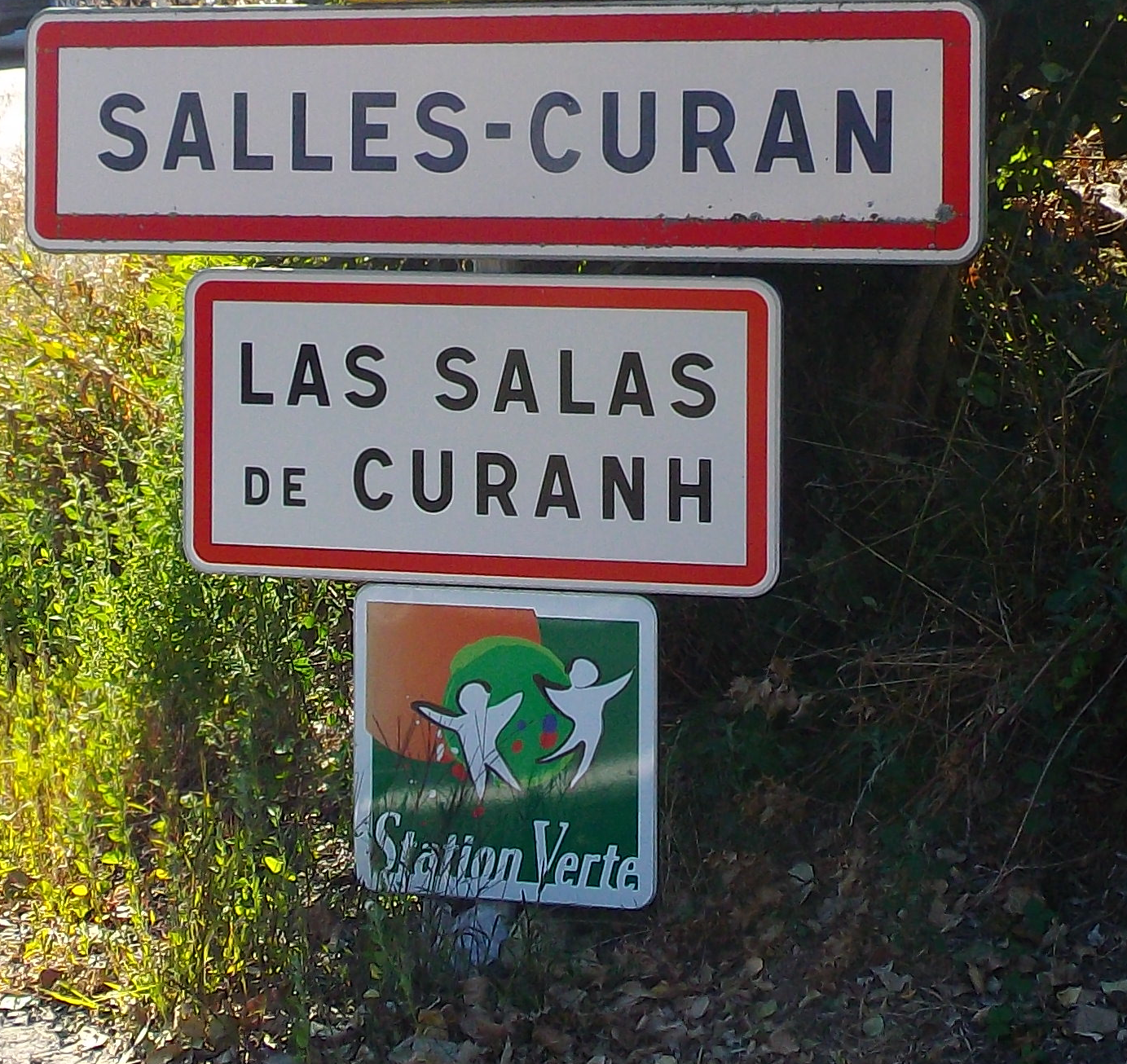
Panneau en français et occitan.

En occitan, la commune se nomme Las Salas (de Curanh).

## Histoire
Salles-Curan occupe une position stratégique assurant le contrôle de la région du Lévézou. Le site est doté de défenses dès l'époque carolingienne.
Ce très ancien lieu fortifié tire son nom d’une ou de plusieurs salles seigneuriales. Les comtes de Rodez en possédaient au moins une : en 1227, Jean, fils du comte de Rodez Hugues II, donne à ses frères Richard et Hugues ses parts dans Salles-Curan. Le château va avoir plusieurs co-seigneurs à la suite de partages. En 1237, Jean de Sévérac prétendait posséder un quart du château. Il y a eu au moins à quatre coseigneurs, avec parmi eux la famille Guiral ou Guiral-Paret, attestée depuis le XIIe s. Un des plus importants était le seigneur de Lévézou. L’évêque de Rodez s’y établit progressivement : d’abord après la guerre des Albigeois, ensuite en 1237 par achat des parts possédées par les seigneurs de Sévérac et du Lévézou. En 1237, l'évêque est devenu le seul seigneur de Salles-Curan. Le premier évêque de Rodez qui se dit seigneur de Salles-Curan est Vivian (1247-1274). L'évêque peut alors nommer bayle, juge et autres agents lui permettant d'administrer, assurer la sécurité du village et rendre la haute et moyenne justice. En 1282, l’évêque acquit l’église elle-même, qui avait été donnée en 1099 au chapitre de Rodez.
Durant l'été 1431, Rodrigue de Villandrando s'installa pour quelques semaines dans le premier château épiscopal qui se trouvait à l’emplacement du presbytère actuel. C'est à cette occasion que ses troupes pillerent et détruisirent Prades.
En 1429 se produit un affrontement entre deux évêques de Rodez. Le premier, Guillaume de La Tour d'Oliergues a été choisi par le pape Martin V le 16 mars 1429, le second, Pierre d'Estaing, a été élu par le chapitre de la cathédrale vers la fin de 1428. Ce conflit va durer jusqu'en 1432. Guillaume de La Tour a, pendant cette période, choisi de s'installer à Salles-Curan. Bien que confirmée par le pape, la nomination de Guillaume de La Tour à l'épiscopat de Rodez est restée contestée par une partie du chapitre. Celui-ci va alors faire de Salles-Curan un des sièges de son administration, ce qui va entraîner le développement du village. En 1441, Guillaume de La Tour est de retour du concile de Bâle auquel il participait depuis 1433. Il décide de faire construire un château à Salles-Curan. Le contrat de construction est passé le 15 septembre 1442 avec le maître maçon de Saint-Beauzély Pierre Combettes. Il s'engage à bâtir un château à trois portes et trois tours avec fenêtres, portes et lucarnes.
La ville s'est dotée d'une nouvelle enceinte à la fin de la guerre de Cent Ans. En 1452, Guillaume de La Tour décide de faire reconstruire l'église Saint-Géraud. L'ancienne église qui datait de l'an 900 était située hors les murs et avait subi de nombreux dégâts dus aux Routiers. Le délai de construction est fixé à trois ans à partir de Noël 1452. L'église est édifiée par un entrepreneur de Saint-Beauzély, Déodat Alaux. Dès 1455, l'évêque veut créer un chapitre de chanoines pour la nouvelle église. Une charte conservée porte la date du 23 septembre 1456, mais d'autres documents plus tardifs citent la date du 7 ou du 14 janvier 1456. Bertrand de Chalençon est sacré évêque de Rodez dans la collégiale le 17 juillet 1457. C'est lui qui a fait construire, après sa mort en 1501, la chapelle Notre-Dame, appelée actuellement chapelle du Scapulaire.
Pendant les guerres de religion, Salles-Curan devint une des places fortes de l’orthodoxie catholique, face à Millau, gagné au protestantisme. Antoine de Vezins y tint une compagnie de deux cents hommes d’armes en 1572, et les bénédictines de l’Arpajonie de Millau y trouvèrent refuge.
Le chapitre collégial, fondé par Guillaume de La Tour en 1456, tomba en décadence et fut supprimé en 1779.
L'église (ancienne collégiale des évêques de Rodez)  conserve quelques pièces remarquables dont un jubé et des stalles aux armes de François d’Estaing, avec des miséricordes pittoresques (animaux, chevalier endormi, etc.)...
En 1834, les communes de Calmejeanne, Les Canabières et Curan fusionnent avec Salles-Curan. Curan reprend son indépendance en 1952.

## Politique et administration

### Liste des maires

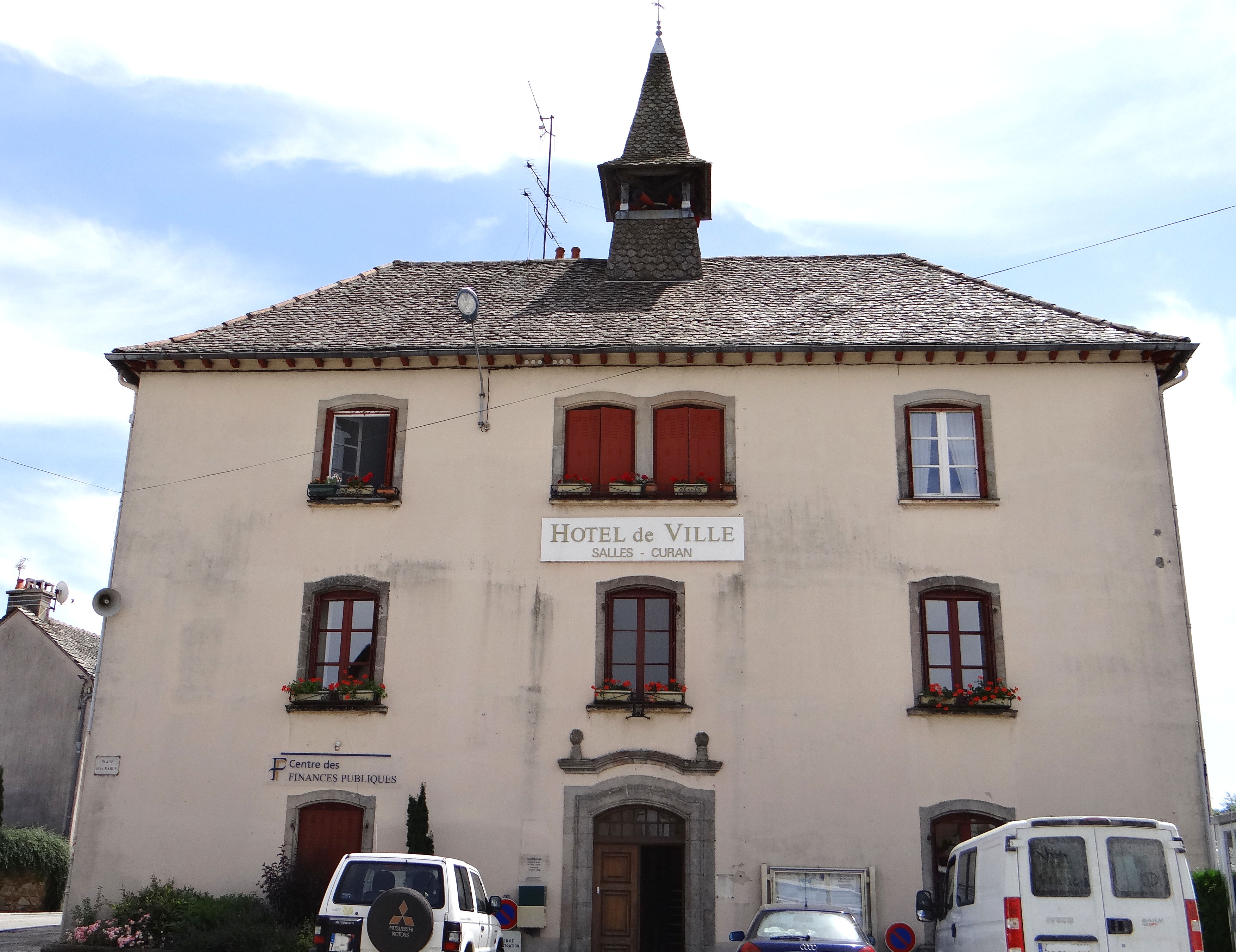
La mairie en 2012.

| Période                                  | Période  | Identité                    | Étiquette    | Qualité                         |
| ---------------------------------------- | -------- | --------------------------- | ------------ | ------------------------------- |
| Les données manquantes sont à compléter. |          |                             |              |                                 |
| 1792                                     |          | Grailhe                     |              |                                 |
|                                          |          |                             |              |                                 |
| 1811                                     | 1820     | Jean Calvet                 |              |                                 |
| 1820                                     | 1835     | Antoine Molinier            |              |                                 |
| 1835                                     | 1848     | Jean-François Teysseyre     |              | Notaire                         |
| 1848                                     | 1851     | Jean-Paul Blanchy           |              | Notaire                         |
| 1851                                     | 1864     | Frédéric Matet              |              | Médecin                         |
| 1864                                     | 1865     | Casimir Bru                 |              | Notaire et propriétaire         |
| 1865                                     | 1867     | Prosper Gaubert             |              |                                 |
| 1867                                     | 1868     | Jean Antoine Protais Dufieu |              | Propriétaire foncier, buraliste |
| 1868                                     | 1878     | Jean Baptiste Aimé Julié    |              | Propriétaire                    |
| 1878                                     | 1882     | A. Baumelou                 |              |                                 |
| 1882                                     | 1884     | Prosper Gaubert             |              |                                 |
| 1884                                     | 1896     | Désiré Baumelou             |              |                                 |
| 1896                                     | 1900     | Joseph Baumelou             | Républicain  | Docteur en médecine             |
| 1900                                     | 1904     | Étienne Jeanjean            |              |                                 |
| 1904                                     | 1908     | Joseph Baumelou             | Républicain  | Docteur en médecine             |
| 1908                                     | 1911     | Augustin Costecalde         |              |                                 |
| 1911                                     | 1919     | Paul Joseph Decup           |              | Pharmacien                      |
| 1919                                     | 1919     | Joseph Boudes               |              |                                 |
| 1919                                     | 1924     | Édouard Molinier            |              | Notaire                         |
| 1924                                     | 1931     | Eugène de Vedelly           | Conservateur |                                 |
| 1931                                     | 1944     | Blaise Gaben                |              |                                 |
| 1944                                     | 1944     | Séverin Malaterre           |              |                                 |
| 1944                                     | 1945     | Yves Pélissier              |              |                                 |
| 1945                                     | 1953     | Louis Bousquet              | DVD          |                                 |
| 1953                                     | 1955     | Zéphirin Bru                | DVD          |                                 |
| 1955                                     | 1959     | Albert Calvet               |              |                                 |
| 1959                                     | 1973     | Louis-Alexis Delmas         | UDR          | Inspecteur des impôts, député   |
| 1973                                     | 1983     | Damien Vaysse               | Centriste    | Mécanicien                      |
| 1983                                     | 2001     | David Bouviala              |              | Restaurateur                    |
| mars 2001                                | 2008     | Maurice Combettes           | DVD          | Chef d'entreprise               |
| mars 2008                                | 2014     | Henri Malaval               | SE           | Agriculteur                     |
| mars 2014                                | En cours | Maurice Combettes           | DVD          | Chef d'entreprise               |

## Démographie
L'évolution du nombre d'habitants est connue à travers les recensements de la population effectués dans la commune depuis 1793. Pour les communes de moins de 10 000 habitants, une enquête de recensement portant sur toute la population est réalisée tous les cinq ans, les populations de référence des années intermédiaires étant quant à elles estimées par interpolation ou extrapolation. Pour la commune, le premier recensement exhaustif entrant dans le cadre du nouveau dispositif a été réalisé en 2007.

En 2022, la commune comptait 1 030 habitants, en évolution de −1,9 % par rapport à 2016 (Aveyron : +0,37 %, France hors Mayotte : +2,11 %).
| 1793  | 1800  | 1806  | 1821  | 1831  | 1836  | 1841  | 1846  | 1851  |
| ----- | ----- | ----- | ----- | ----- | ----- | ----- | ----- | ----- |
| 1 033 | 1 164 | 2 416 | 2 531 | 2 375 | 2 367 | 2 489 | 2 628 | 2 768 |

| 1856  | 1861  | 1866  | 1872  | 1876  | 1881  | 1886  | 1891  | 1896  |
| ----- | ----- | ----- | ----- | ----- | ----- | ----- | ----- | ----- |
| 2 630 | 2 495 | 2 569 | 2 602 | 2 581 | 2 686 | 2 728 | 2 716 | 2 546 |

| 1901  | 1906  | 1911  | 1921  | 1926  | 1931  | 1936  | 1946  | 1954  |
| ----- | ----- | ----- | ----- | ----- | ----- | ----- | ----- | ----- |
| 2 503 | 2 566 | 2 537 | 2 209 | 2 285 | 2 341 | 2 304 | 2 316 | 1 692 |

| 1962  | 1968  | 1975  | 1982  | 1990  | 1999  | 2006  | 2007  | 2012  |
| ----- | ----- | ----- | ----- | ----- | ----- | ----- | ----- | ----- |
| 1 633 | 1 538 | 1 491 | 1 419 | 1 277 | 1 088 | 1 066 | 1 063 | 1 068 |

| 2017  | 2022  | - | - | - | - | - | - | - |
| ----- | ----- | - | - | - | - | - | - | - |
| 1 043 | 1 030 | - | - | - | - | - | - | - |

## Économie

### Revenus
En 2018  (données Insee publiées en septembre 2021), la commune compte 485 ménages fiscaux, regroupant 1 021 personnes. La médiane du revenu disponible par unité de consommation est de 19 950 € (20 640 € dans le département).

### Emploi
| Division       | 2008  | 2013  | 2018  |
| -------------- | ----- | ----- | ----- |
| Commune        | 3 %   | 4 %   | 3,8 % |
| Département    | 5,4 % | 7,1 % | 7,1 % |
| France entière | 8,3 % | 10 %  | 10 %  |

En 2018, la population âgée de 15 à 64 ans s'élève à 541 personnes, parmi lesquelles on compte 76,6 % d'actifs (72,7 % ayant un emploi et 3,8 % de chômeurs) et 23,4 % d'inactifs,. Depuis 2008, le taux de chômage communal (au sens du recensement) des 15-64 ans est inférieur à celui de la France et du département.
La commune est hors attraction des villes,. Elle compte 424 emplois en 2018, contre 471 en 2013 et 483 en 2008. Le nombre d'actifs ayant un emploi résidant dans la commune est de 407, soit un indicateur de concentration d'emploi de 104,3 % et un taux d'activité parmi les 15 ans ou plus de 47,7 %.
Sur ces 407 actifs de 15 ans ou plus ayant un emploi, 261 travaillent dans la commune, soit 64 % des habitants. Pour se rendre au travail, 66,4 % des habitants utilisent un véhicule personnel ou de fonction à quatre roues, 0,5 % les transports en commun, 13,2 % s'y rendent en deux-roues, à vélo ou à pied et 19,9 % n'ont pas besoin de transport (travail au domicile).

### Activités hors agriculture

#### Secteurs d'activités
145 établissements sont implantés  à Salles-Curan au 31 décembre 2019. Le tableau ci-dessous en détaille le nombre par secteur d'activité et compare les ratios avec ceux du département,.
| Secteur d'activité                                                                                        | Commune | Commune | Département |
| Secteur d'activité                                                                                        | Nombre  | %       | %           |
| --- | ------- | ------- | ----------- |
| Ensemble                                                                                                  | 145     |         |             |
| Industrie manufacturière, industries extractives et autres                                                | 35      | 24,1 %  | (17,7 %)    |
| Construction                                                                                              | 14      | 9,7 %   | (13 %)      |
| Commerce de gros et de détail, transports, hébergement et restauration                                    | 42      | 29 %    | (27,5 %)    |
| Activités immobilières                                                                                    | 12      | 8,3 %   | (4,2 %)     |
| Activités spécialisées, scientifiques et techniques et activités de services administratifs et de soutien | 12      | 8,3 %   | (12,4 %)    |
| Administration publique, enseignement, santé humaine et action sociale                                    | 22      | 15,2 %  | (12,7 %)    |
| Autres activités de services                                                                              | 8       | 5,5 %   | (7,8 %)     |

Le secteur du commerce de gros et de détail, des transports, de l'hébergement et de la restauration est prépondérant sur la commune puisqu'il représente 29 % du nombre total d'établissements de la commune (42 sur les 145 entreprises implantées  à Salles-Curan), contre 27,5 % au niveau départemental.

#### Entreprises
L' entreprise ayant son siège social sur le territoire communal qui génère le plus de chiffre d'affaires en 2020 est :
- Sol En Mas, production d'électricité (19 k€).

Les fermes et leurs productions agricoles sont au nombre de 91 sur la commune. Son économie est caractérisée par une agriculture traditionnelle axée sur l'élevage pour la production laitière bovine et/ou pour la production de veaux et agneaux destinés à l'engraissement. Une diversification existe tournée vers le tourisme rural.
Les loisirs influent également sur l'économie communale : locations saisonnières de meublés, camping, canotage, pêche de parcours 1re et 2e catégories. La chasse, indispensable à l'agriculture et à la flore, essaie de contenir les populations de grand gibier.
Le 15 décembre 2008, EDF Énergies Nouvelles a mis en service le « plus grand parc éolien de France » d'une capacité de 87 mégawatts (MW).

### Agriculture
La commune est dans le Levezou, une petite région agricole située dans le centre de l'Aveyron et constituée d'un haut plateau cristallin. En 2020, l'orientation technico-économique de l'agriculture  sur la commune est l'élevage d'ovins ou de caprins.
|               | 1988  | 2000  | 2010  | 2020  |
| ------------- | ----- | ----- | ----- | ----- |
| Exploitations | 111   | 92    | 86    | 81    |
| SAU (ha)      | 6 161 | 6 645 | 6 456 | 6 476 |

Le nombre d'exploitations agricoles en activité et ayant leur siège dans la commune est passé de 111 lors du recensement agricole de 1988  à 92 en 2000 puis à 86 en 2010 et enfin à 81 en 2020, soit une baisse de 27 % en 32 ans. Le même mouvement est observé à l'échelle du département qui a perdu pendant cette période 51 % de ses exploitations,. La surface agricole utilisée sur la commune a quant à elle augmenté, passant de 6 161 ha en 1988 à 6 476 ha en 2020. Parallèlement la surface agricole utilisée moyenne par exploitation a augmenté, passant de 56 à 80 ha.

## Culture locale et patrimoine

### Lieux et monuments

#### Édifices civils
Le château de l'Évêque, ancienne résidence d'été des évêques de Rodez, est partiellement classé au titre des monuments historiques depuis 1928 pour l'ensemble composé de sa « porte avec sa herse ainsi que l'écusson et l'oculus qui la surmontent ». Sur cet écusson, surmonté d'une rose, sont sculptées les armes de la famille de la Tour d'Oliergues.

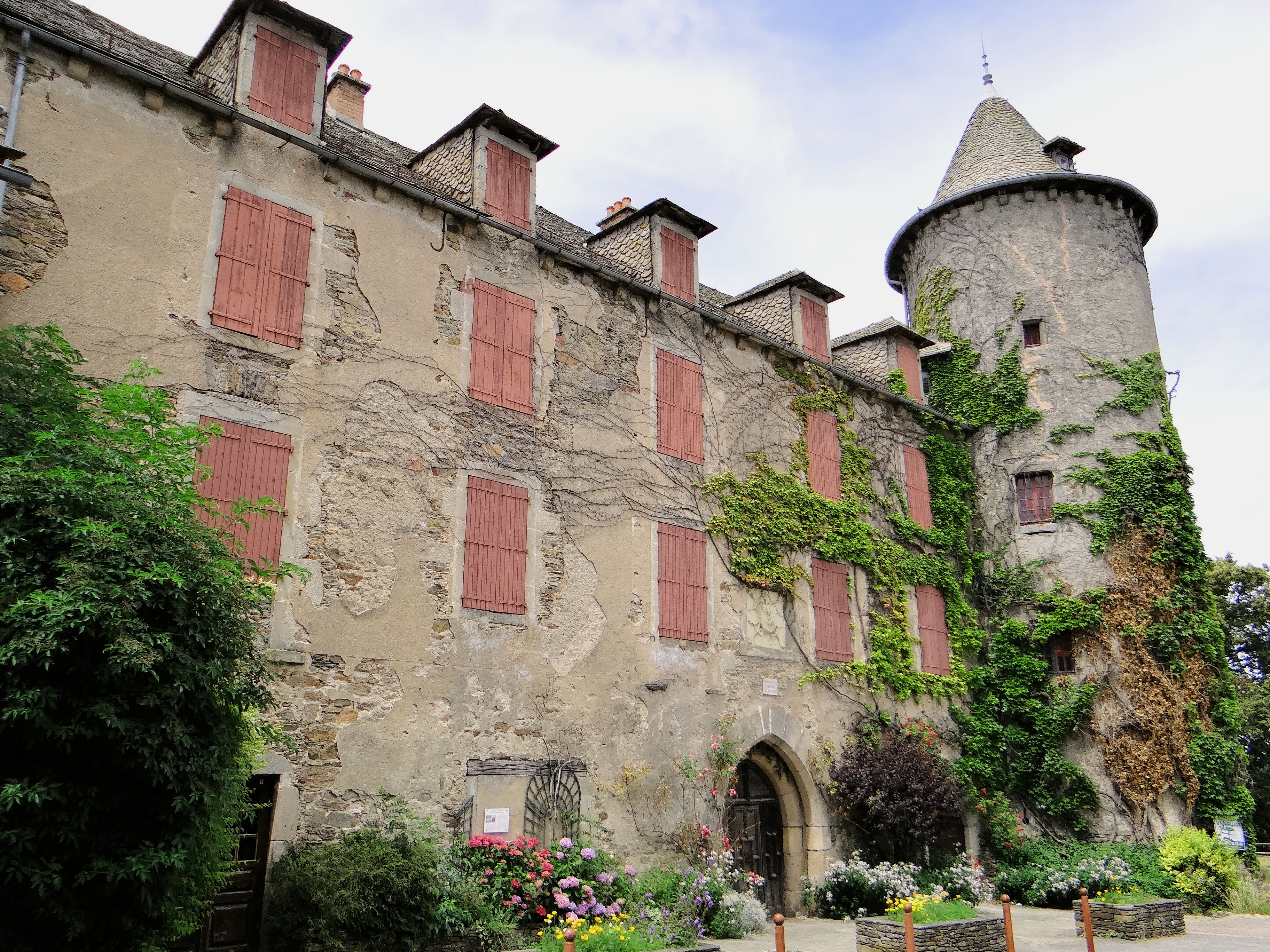
La façade orientale et la tour nord-est.
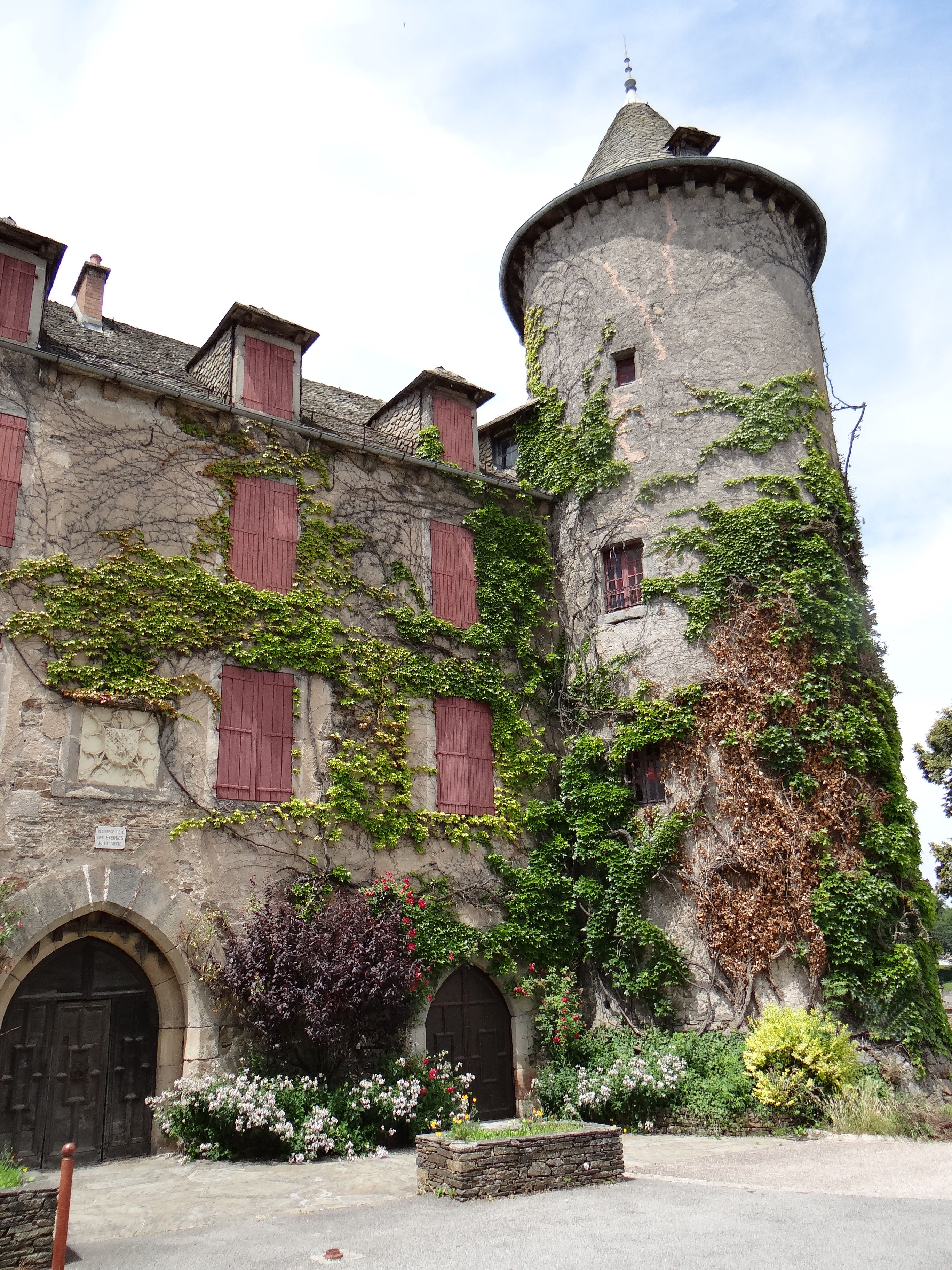
La tour nord-est.
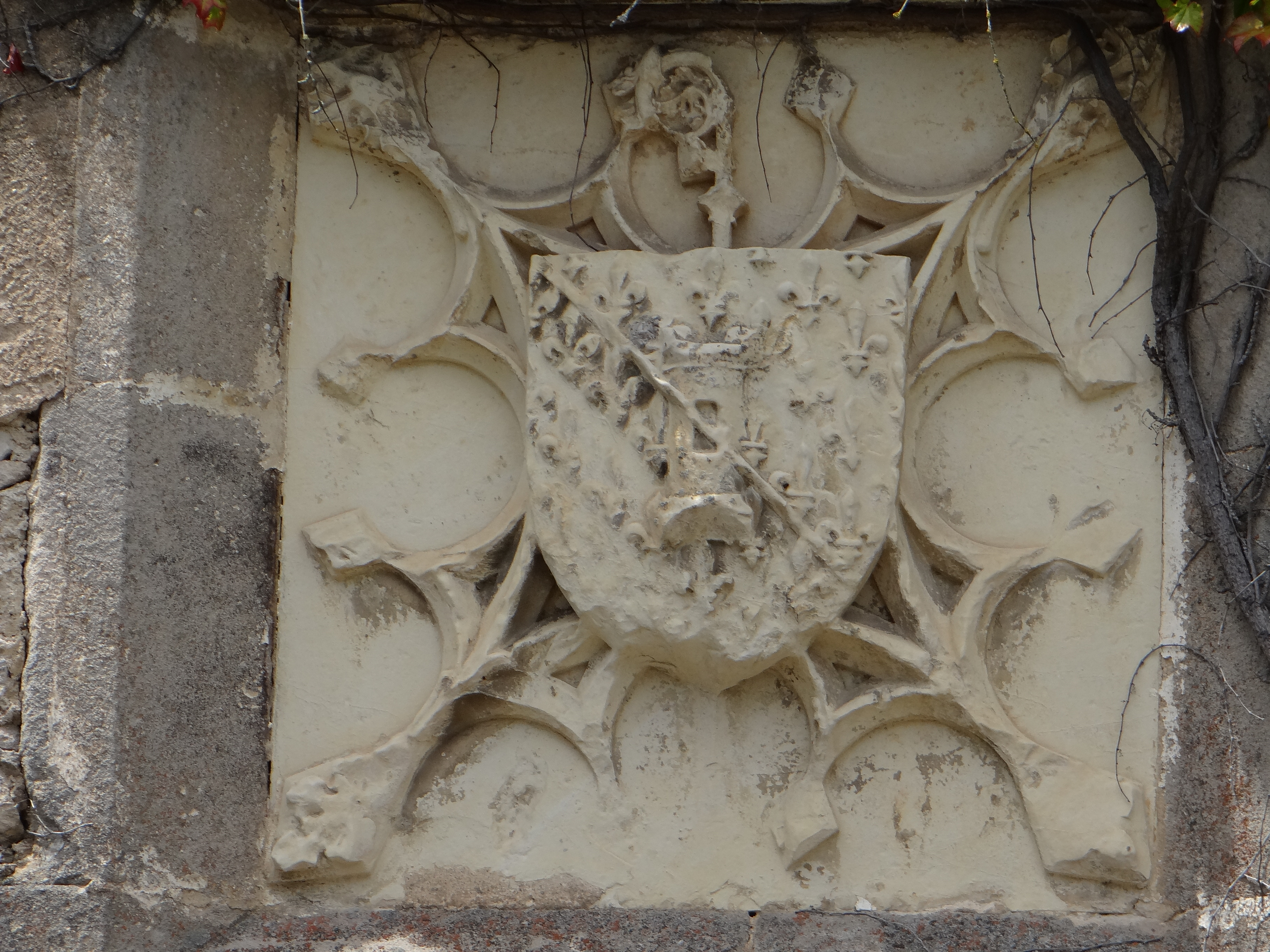
Blason avec les armes des La Tour d'Oliergues.
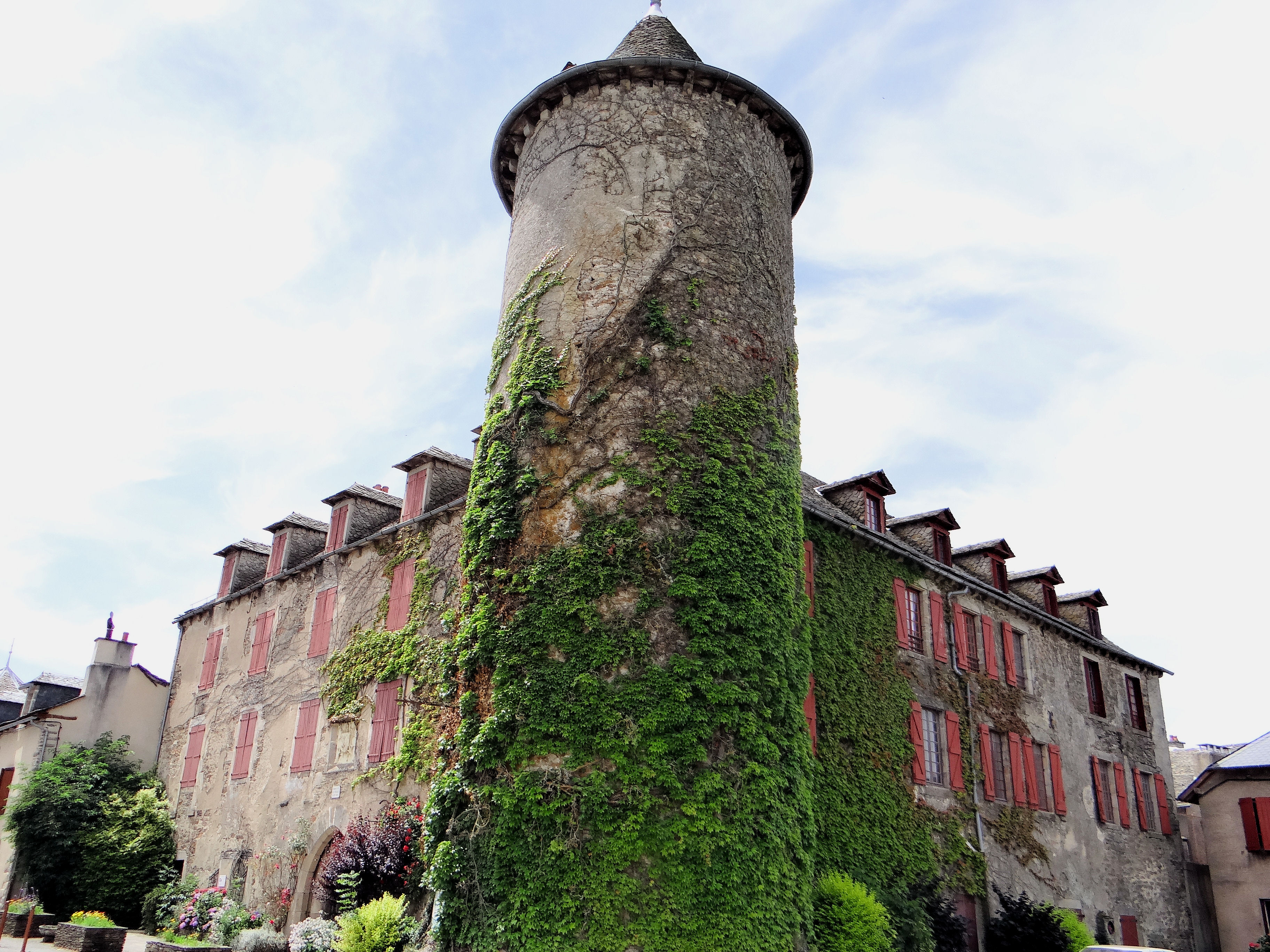
La tour nord-est.

Le château de Larguiès du XVIe siècle est inscrit au titre des monuments historiques depuis 1981 pour ses façades et toitures.
Le grenier-des-Évêques est une maison du XVe siècle, ancienne grange aux dîmes, inscrite depuis 1928.

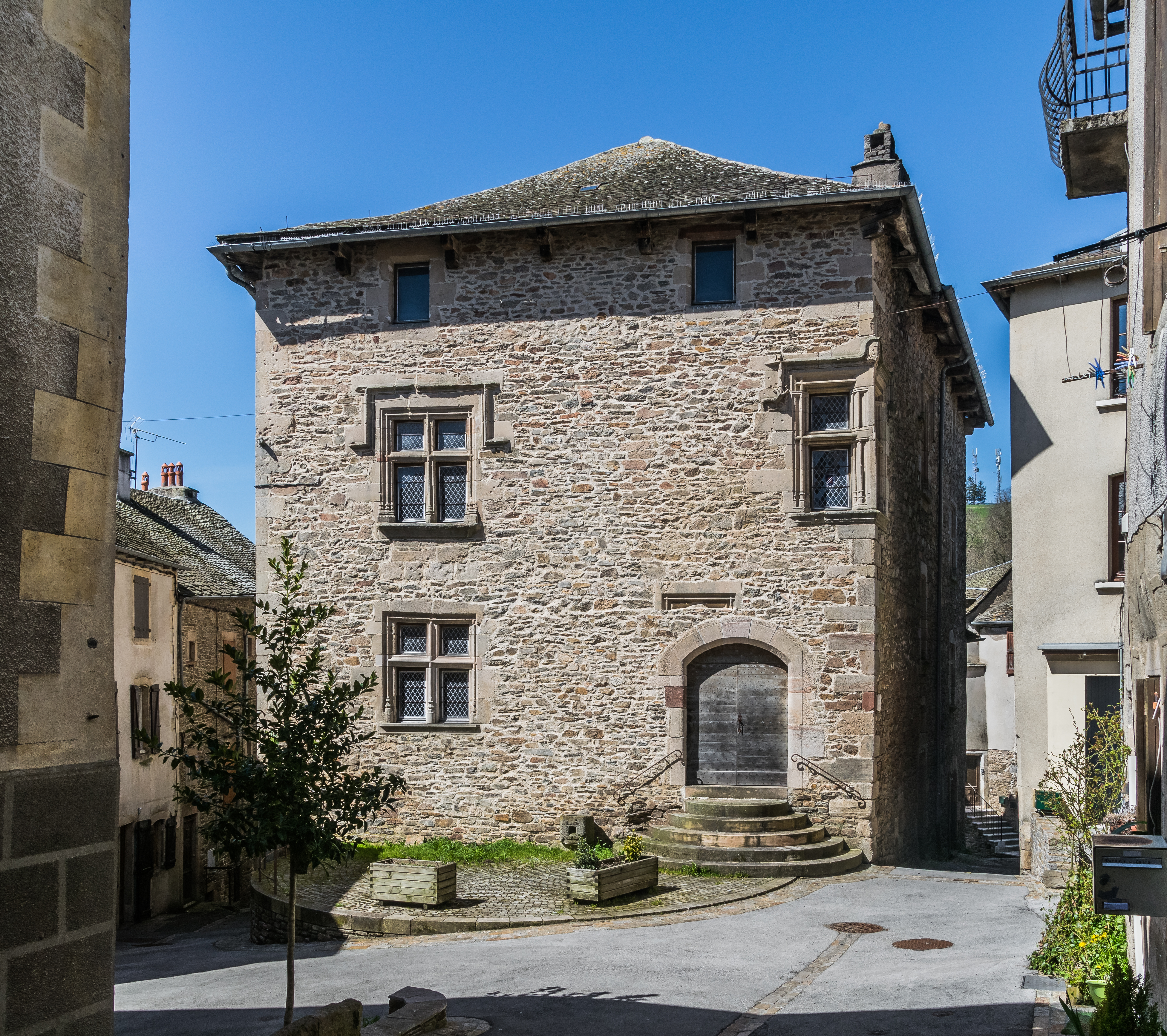
Le grenier-des-Évêques.
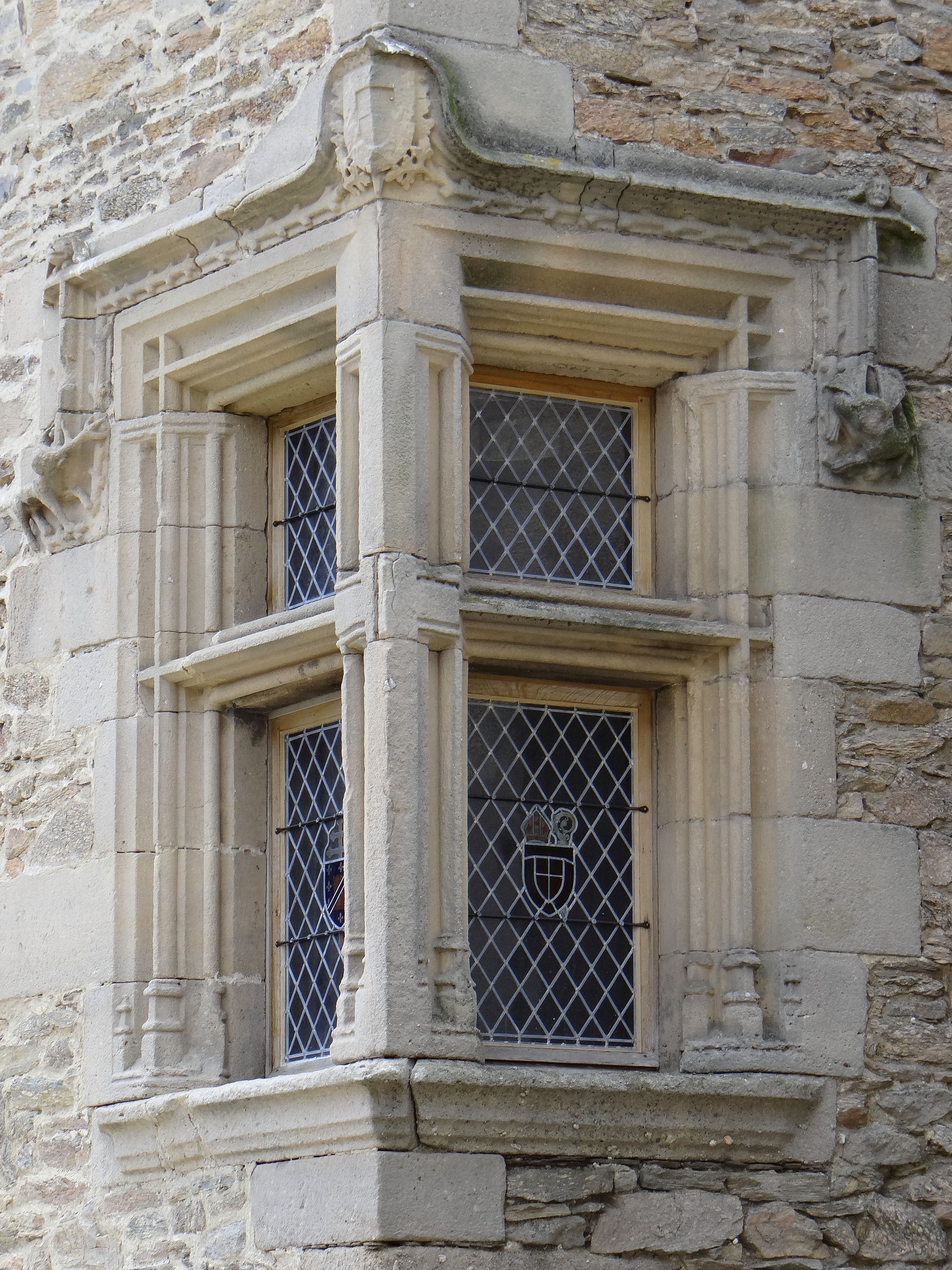
Fenêtre d'angle à meneaux.
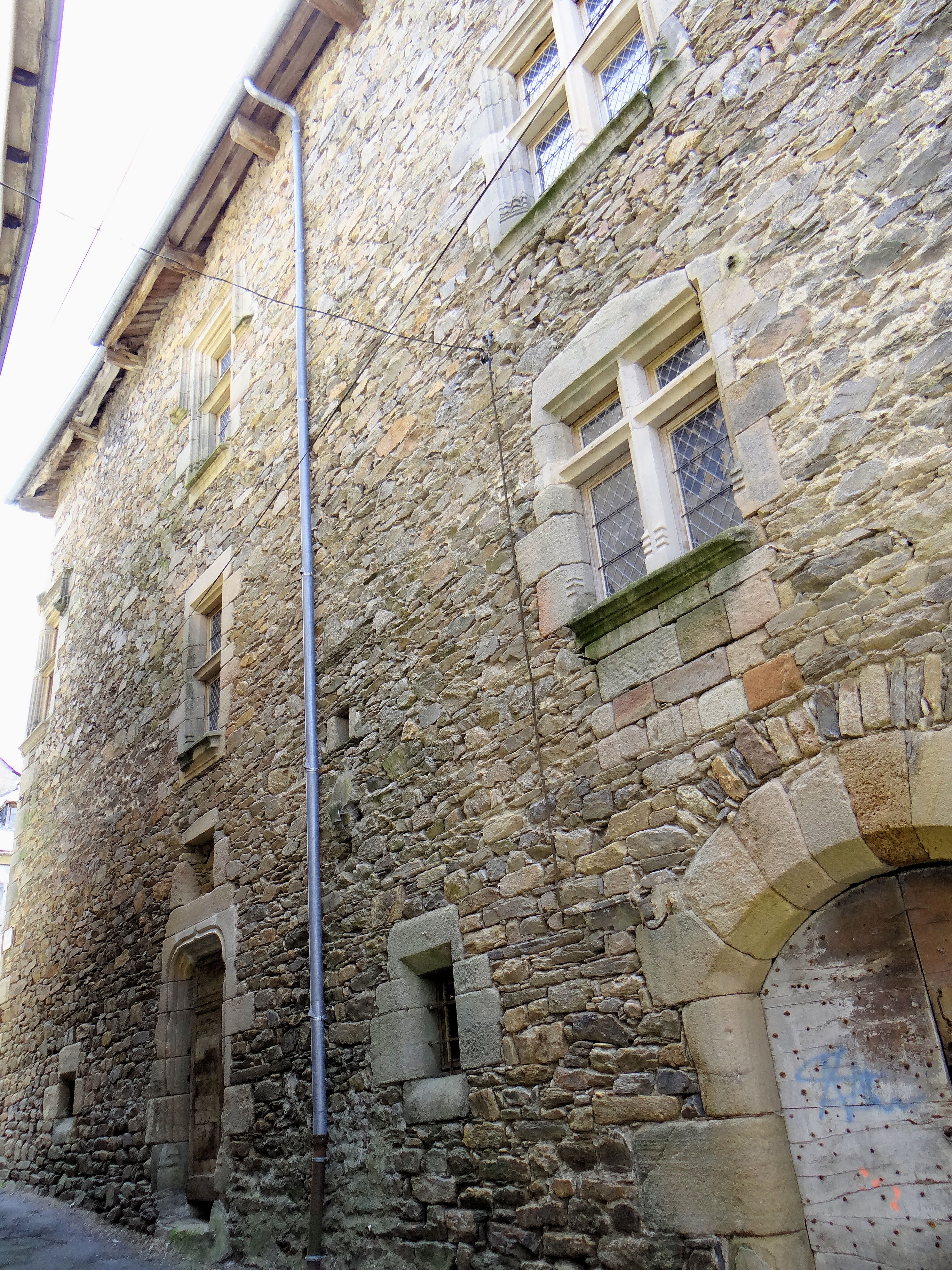
Façade latérale.
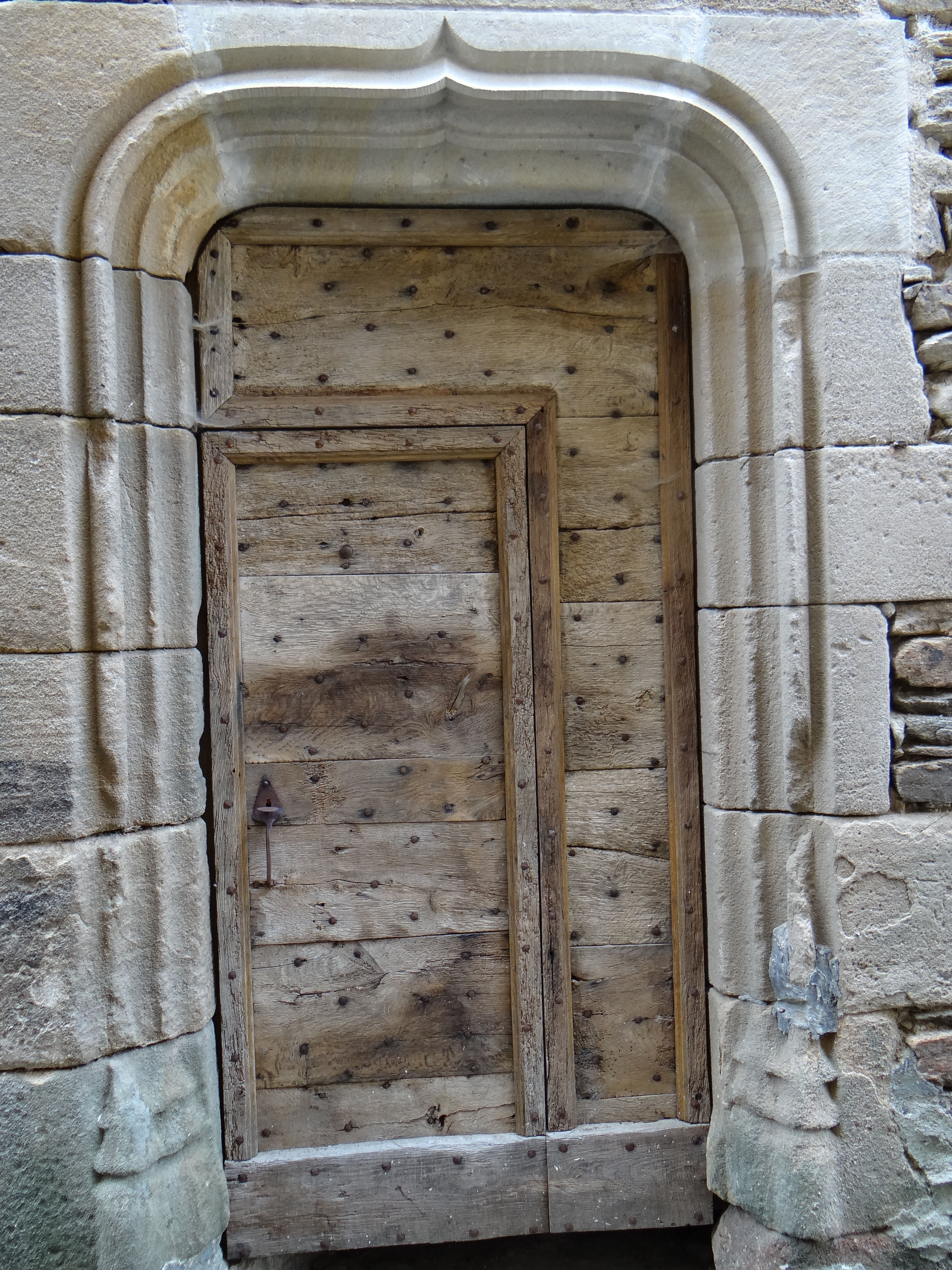
Porte d'entrée latérale.

Le bourg a conservé plusieurs portes médiévales,

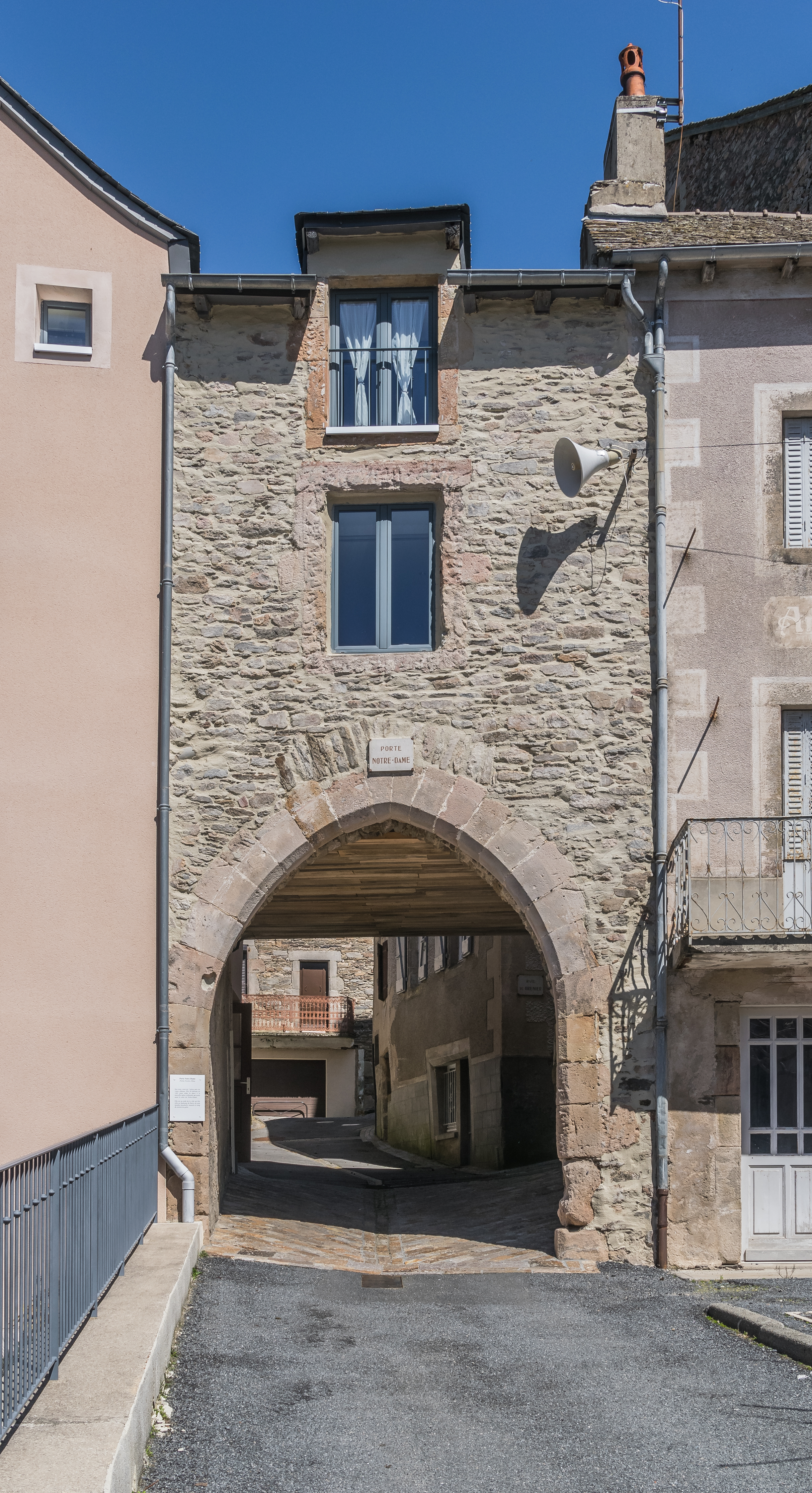
La porte Notre-Dame.
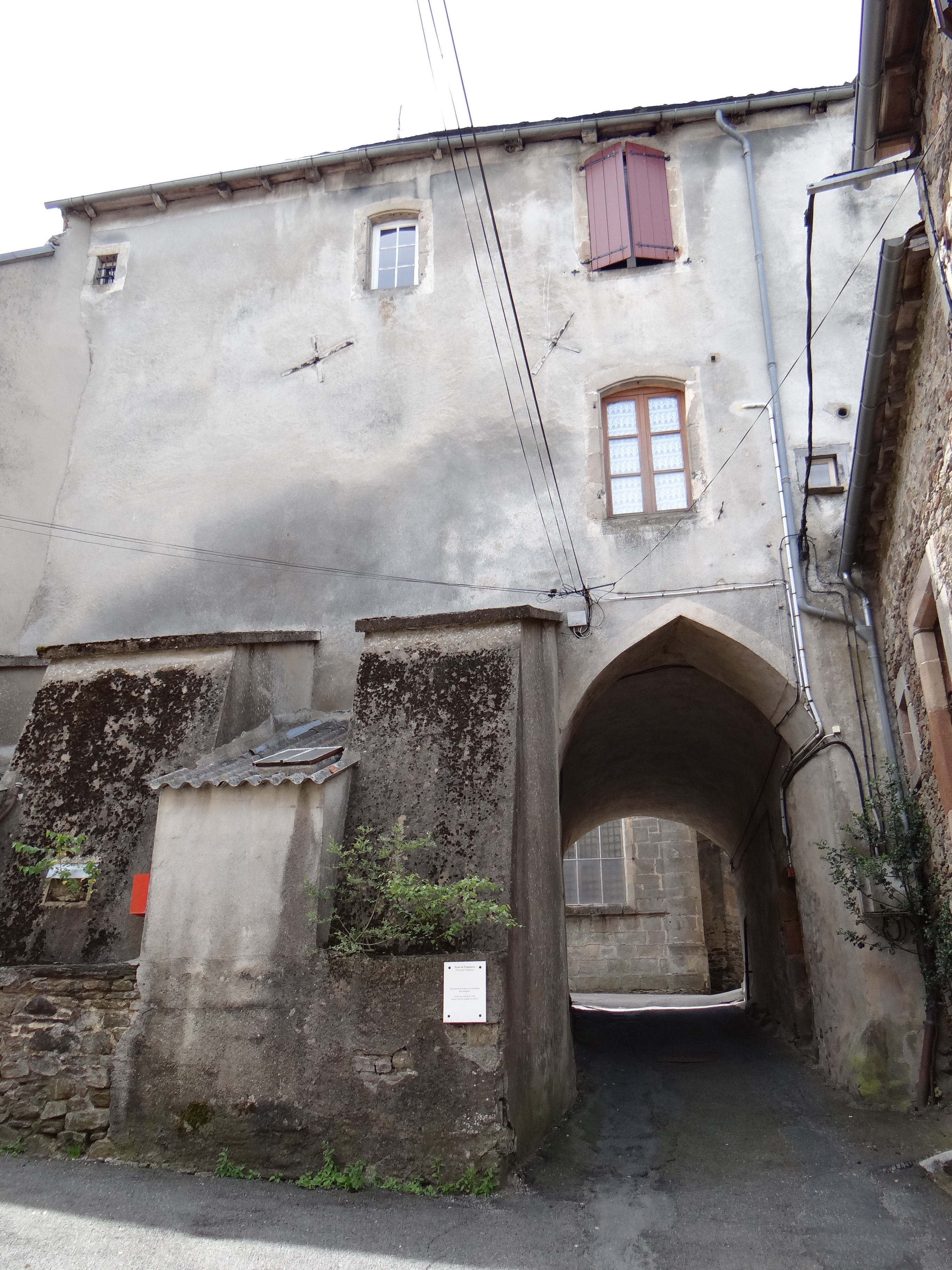
La porte de Fangousse.

ainsi qu'une porte plus récente.

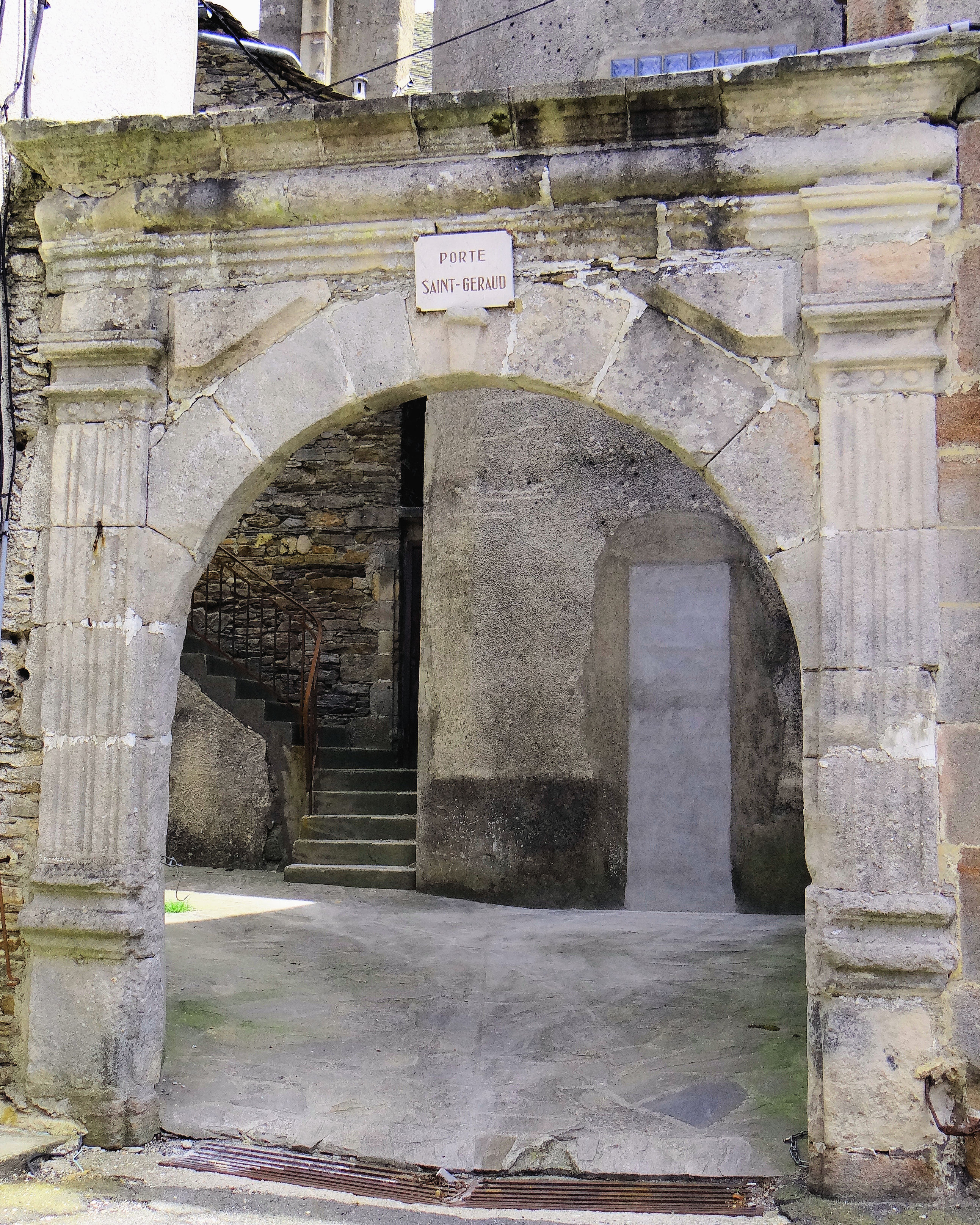
La porte Saint-Géraud.

#### Édifices religieux
L'église Saint-Géraud de Salles-Curan (ou Saint-Loup-et-Saint-Géraud) est érigée en 1466 en collégiale, et son chapitre se composait de six chanoines. Elle est inscrite depuis 1927

L'église Saint-Géraud
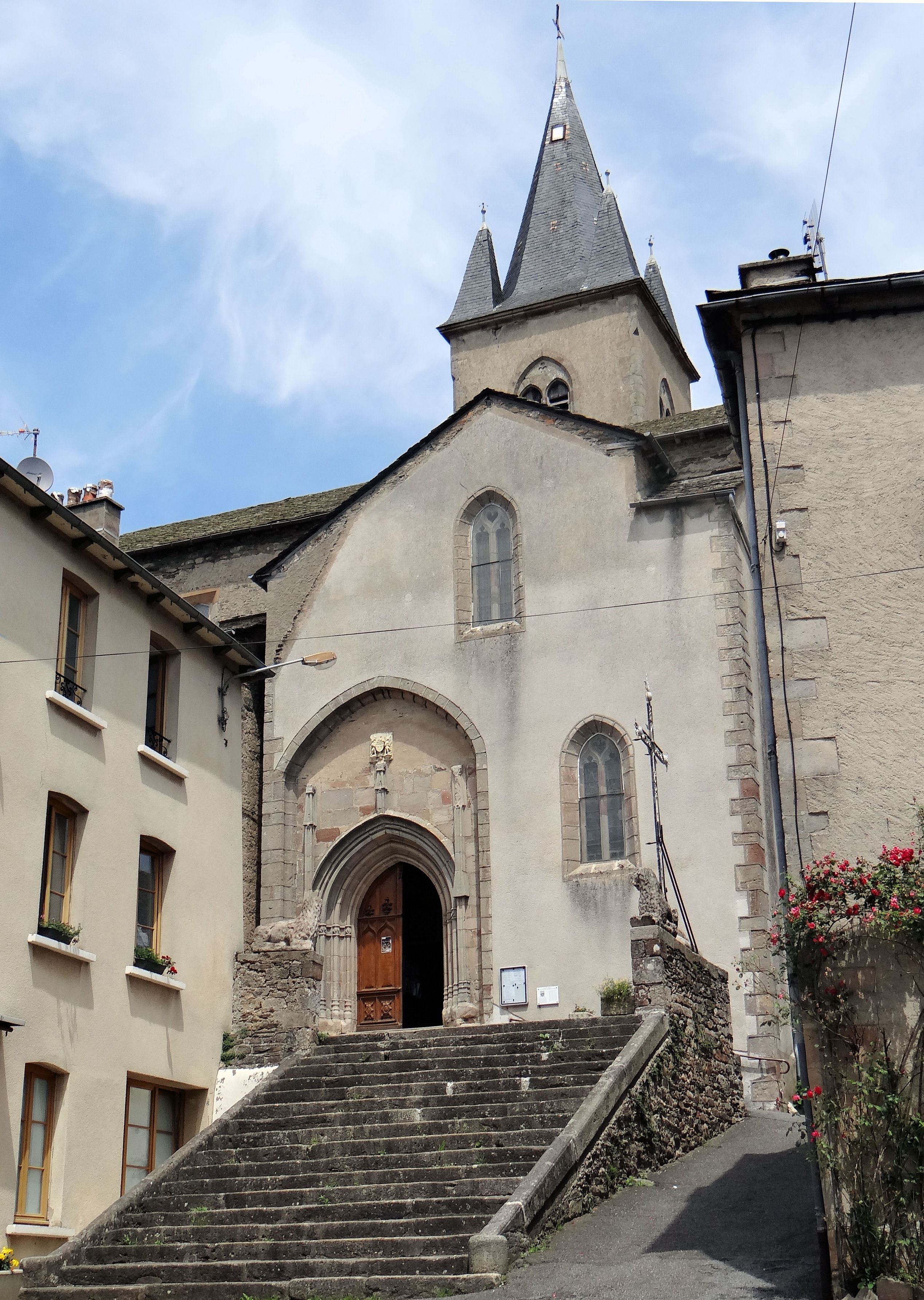
L'église.
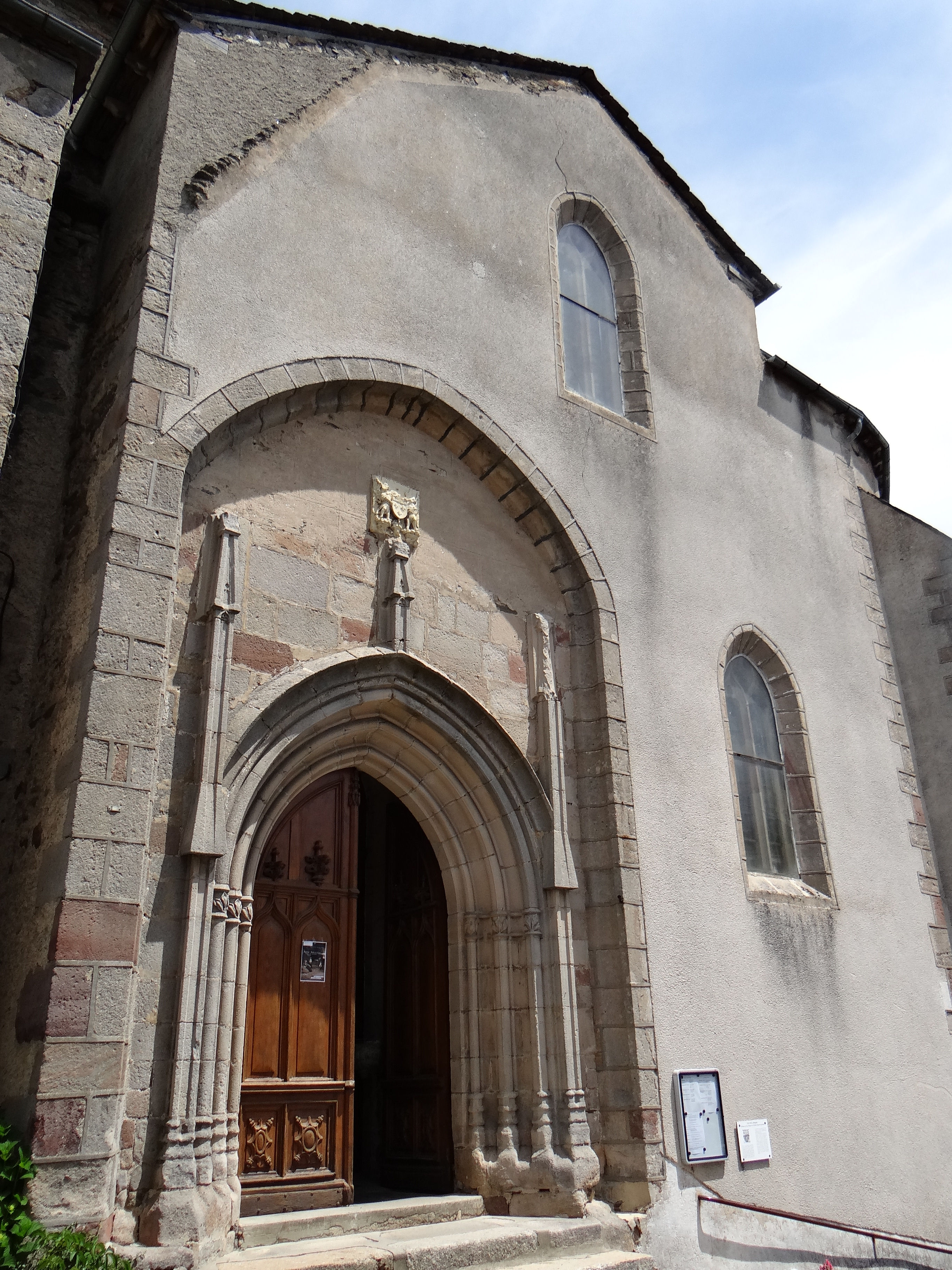
Le portail.
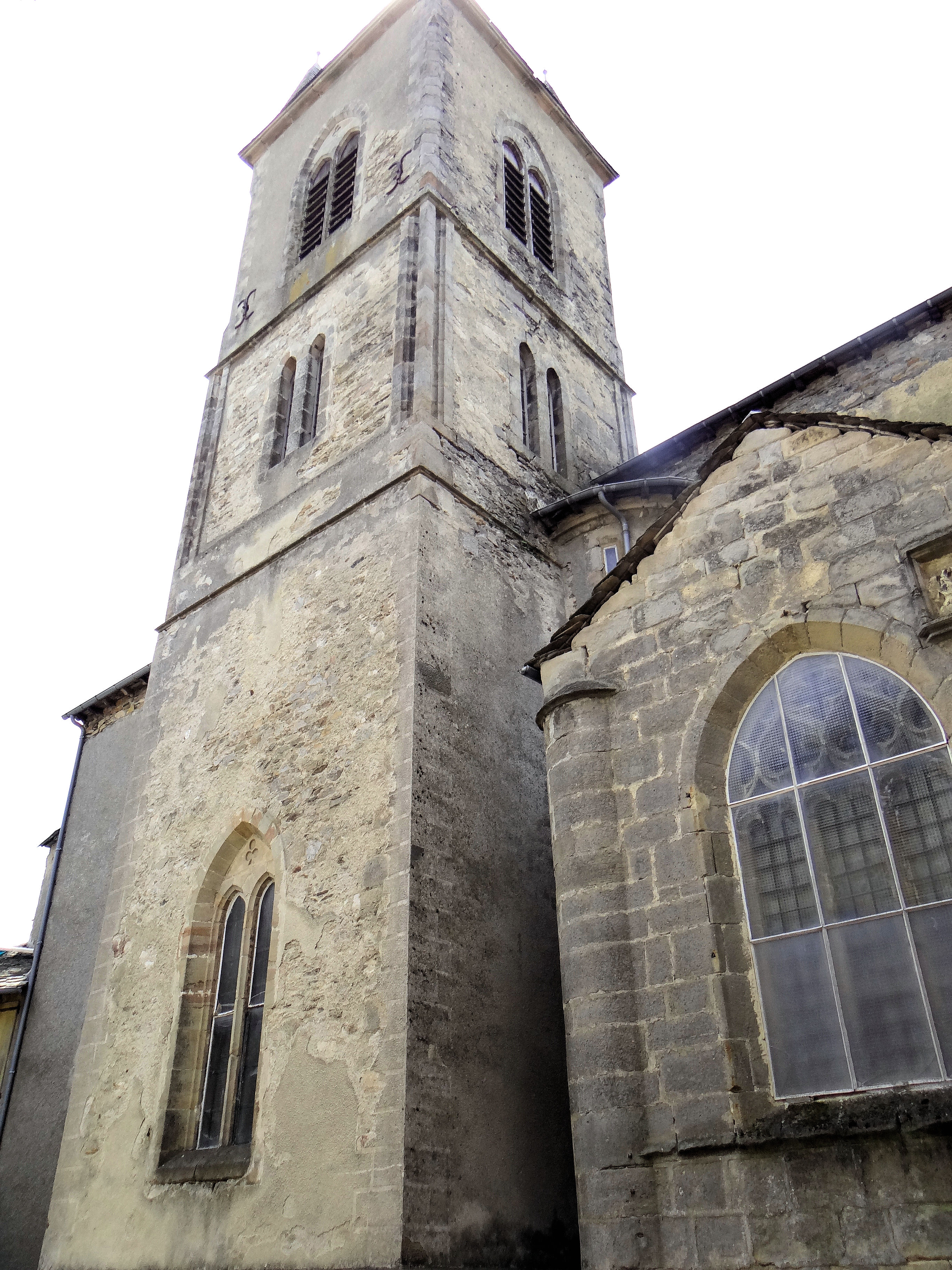
Le clocher.
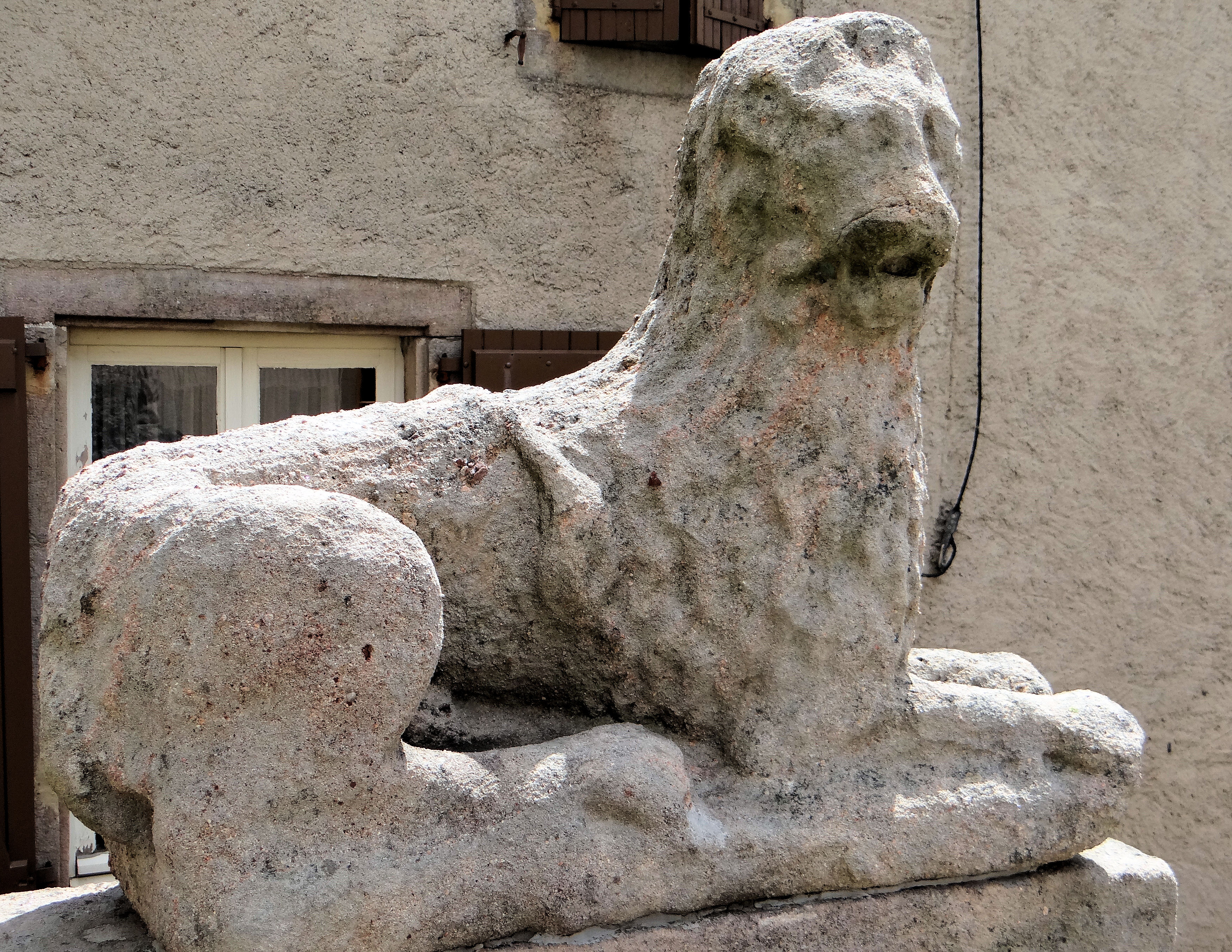
Statue de lion devant l'église.
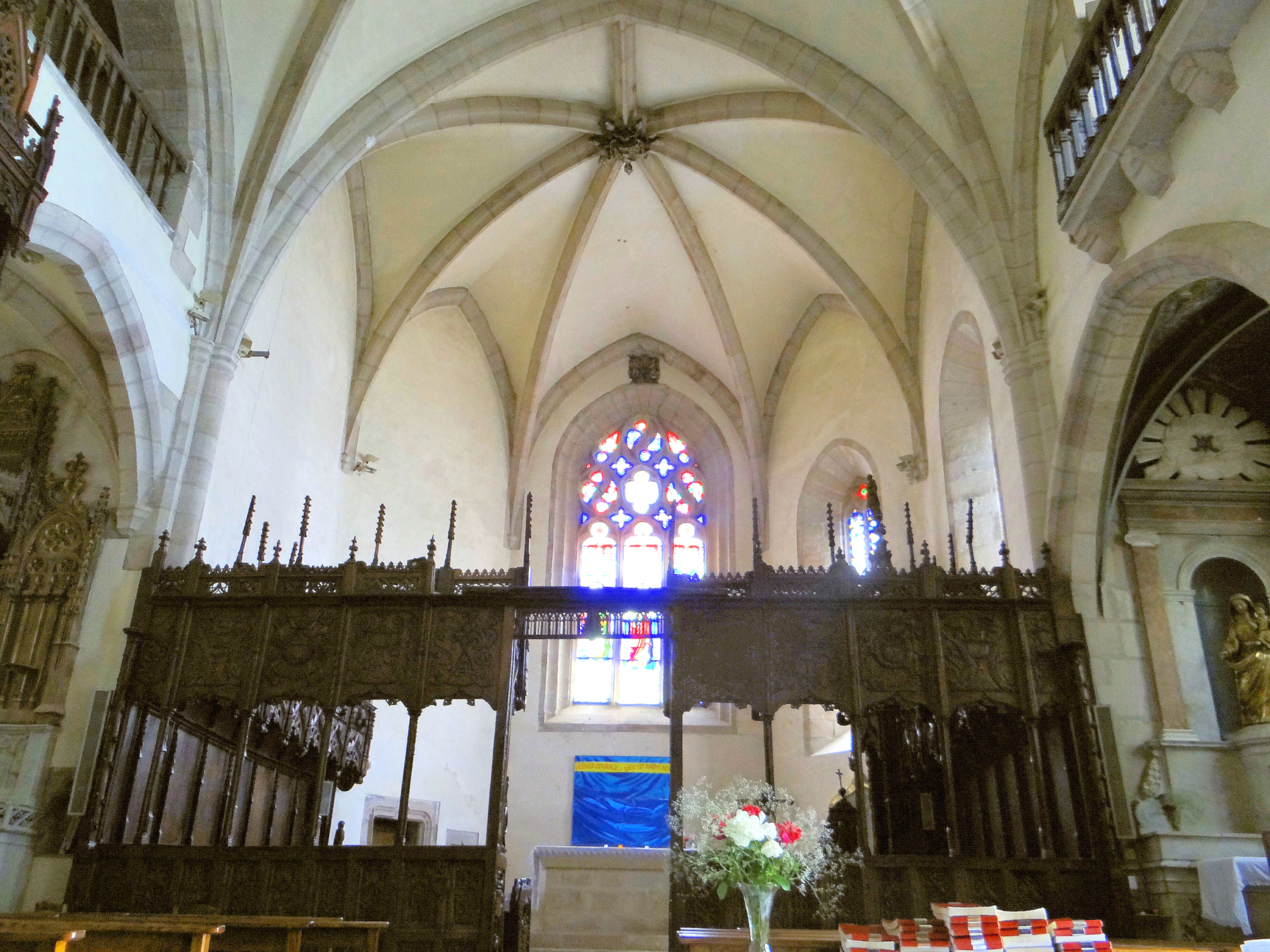
Les stalles forment une séparation entre la nef et le chœur.
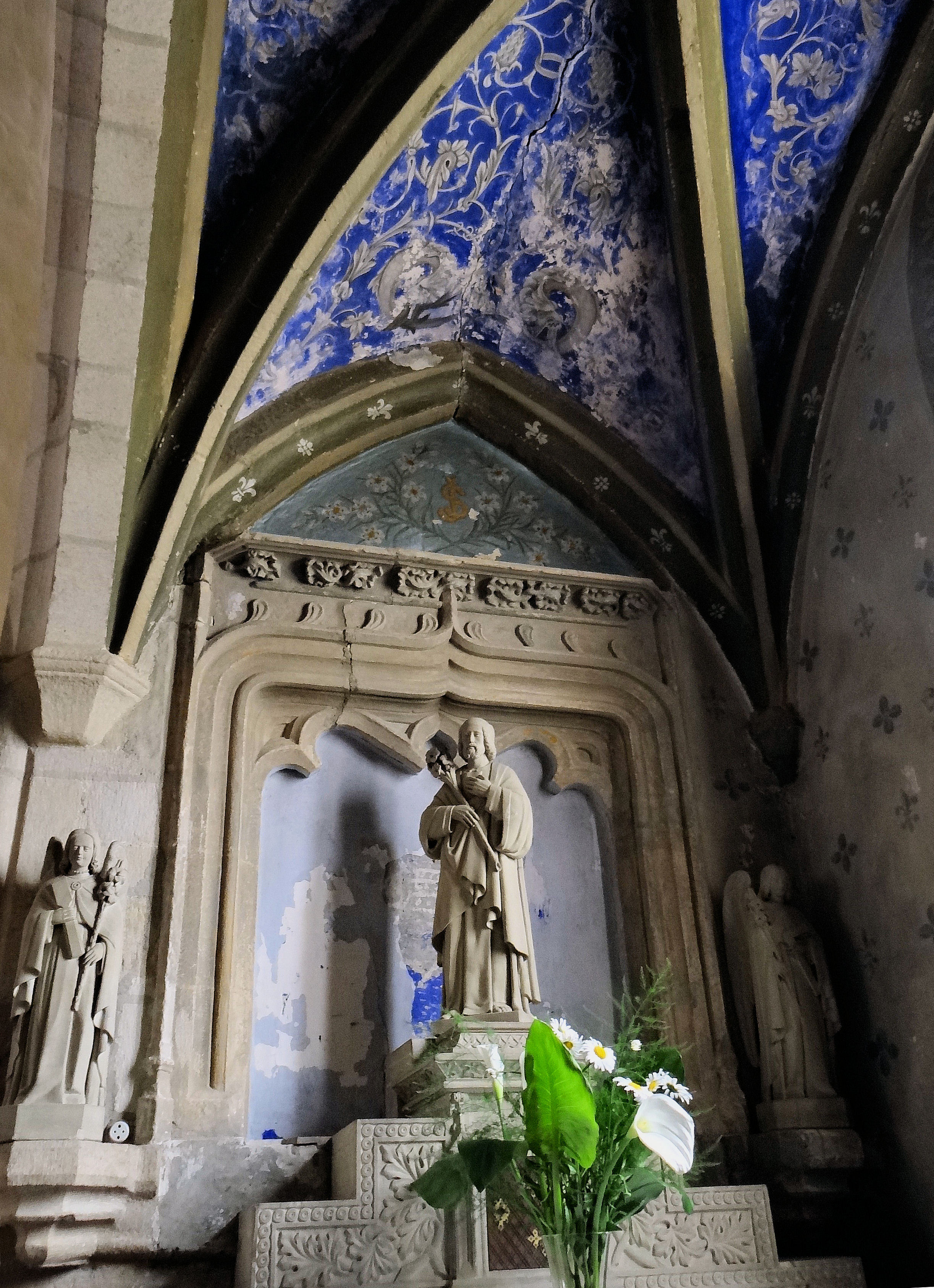
Chapelle.
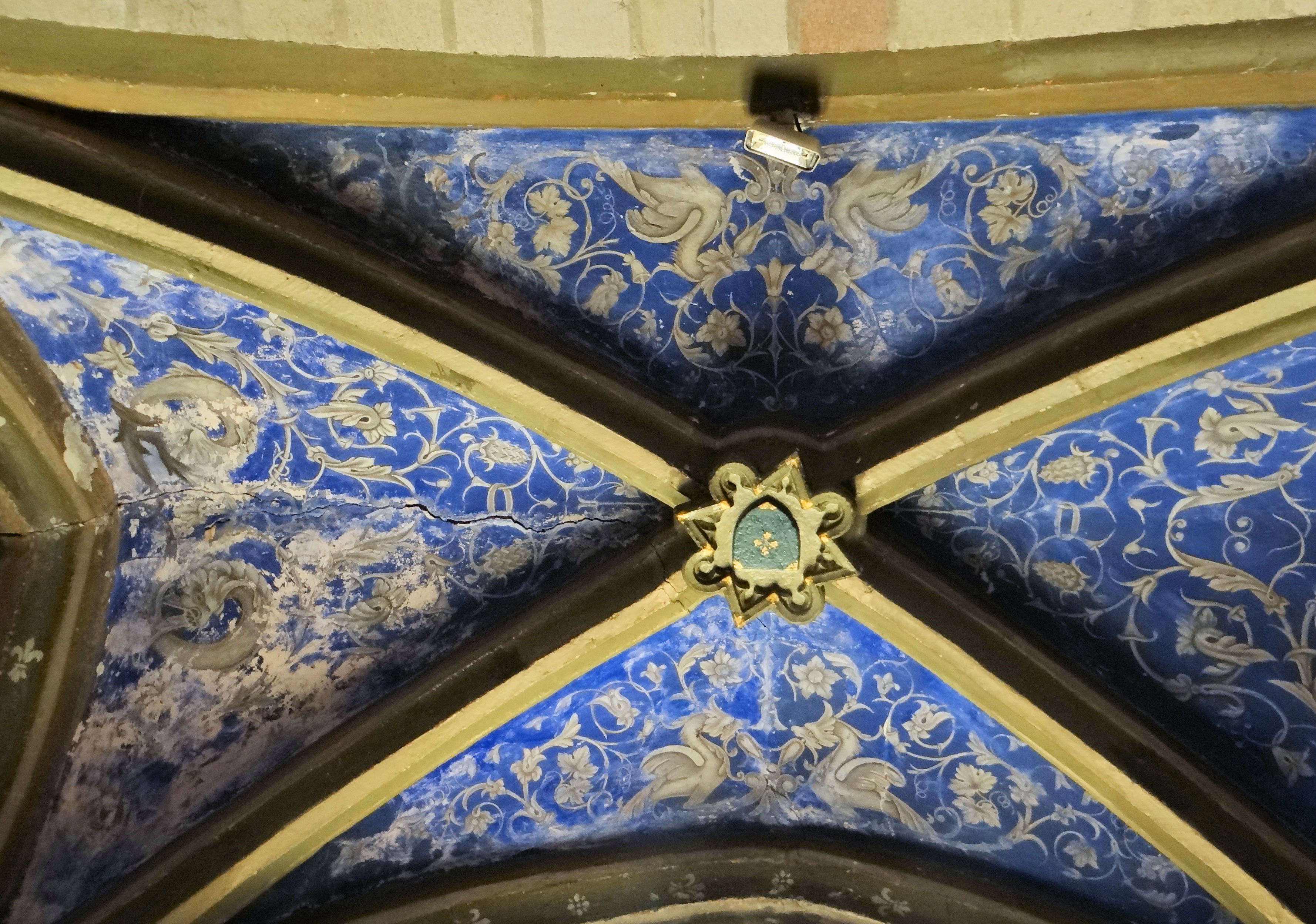
Plafond peint d'une chapelle.
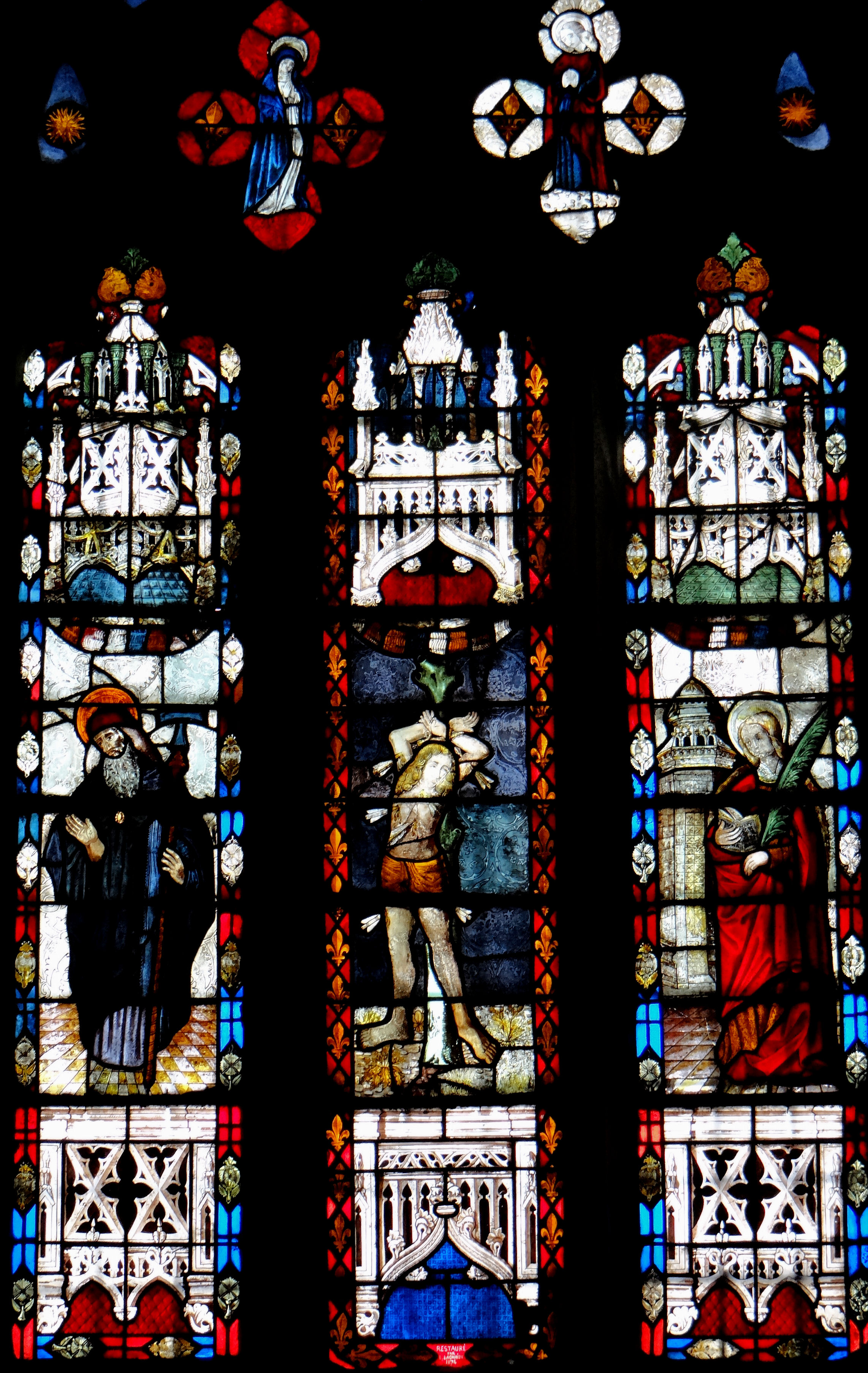
Vitrail de Saint-Sébastien du début du XVIe siècle.

Trois autres églises sont situées sur le territoire communal :
- Église Saint-Jean de Bouloc[26] qui dépendait de la commanderie des Canabières[27] ;
- Église Sainte-Marie des Canabières[28]. C' est une ancienne commanderie de l'ordre Hospitalier de Saint-Jean de Jérusalem[27] ;
- Église Saint-Martin de Saint-Martin des Faux[29]. Le village de Saint-Martin des Faux est partagé entre Salles-Curan et Arvieu par la route départementale 577. L'église se situe à dix mètres du territoire d'Arvieu. Cette église qui date du XIVe siècle a été fortement remaniée au XVIIIe siècle, avant la Révolution : agrandissement du clocher, ajout d'une tour pour y accéder, élargissement de la chapelle sud, modification de la tribune, implantation d'une rosace et rénovation de la sacristie[30].

L'église de Saint-Martin des Faux
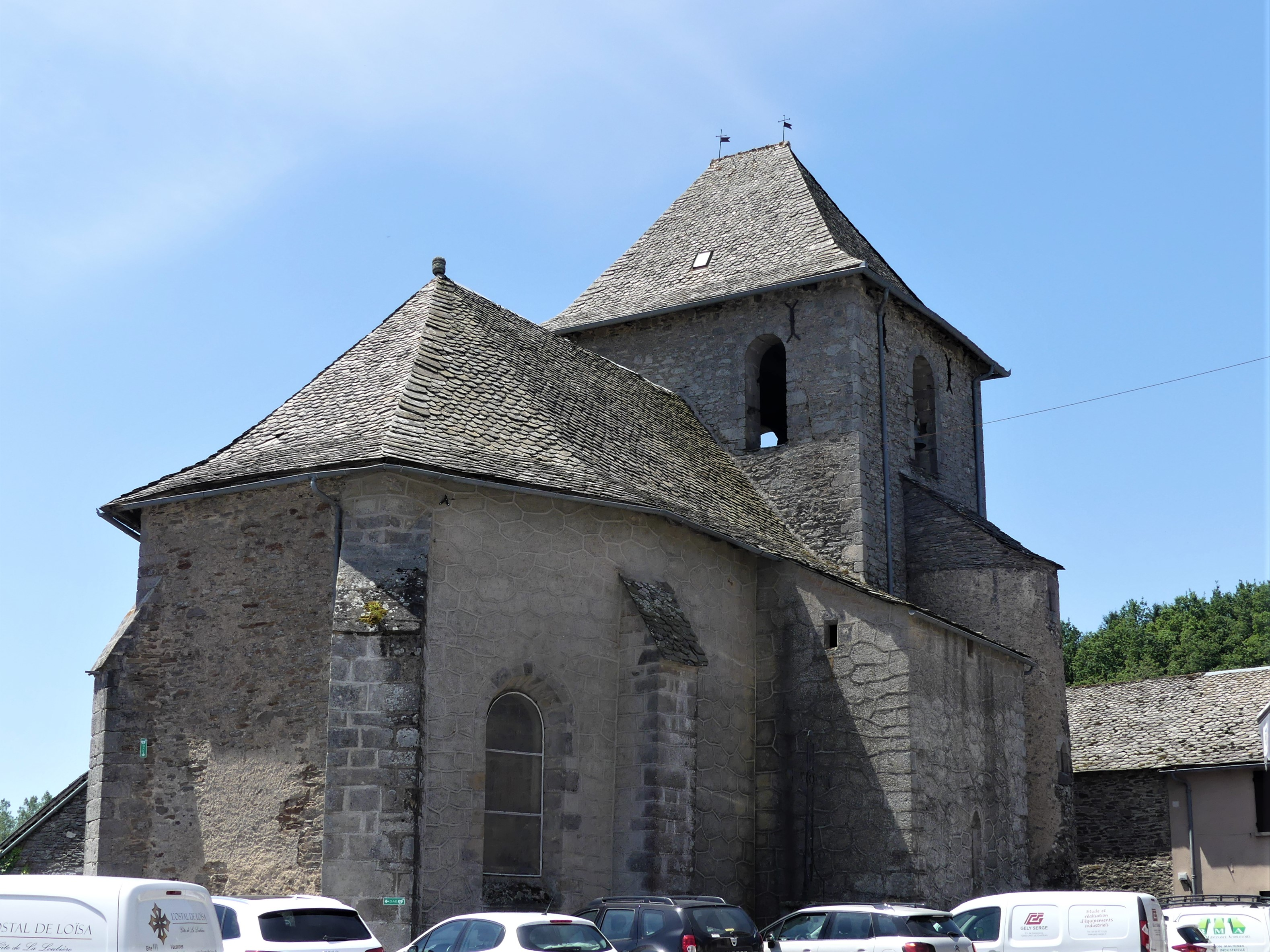
L'église.
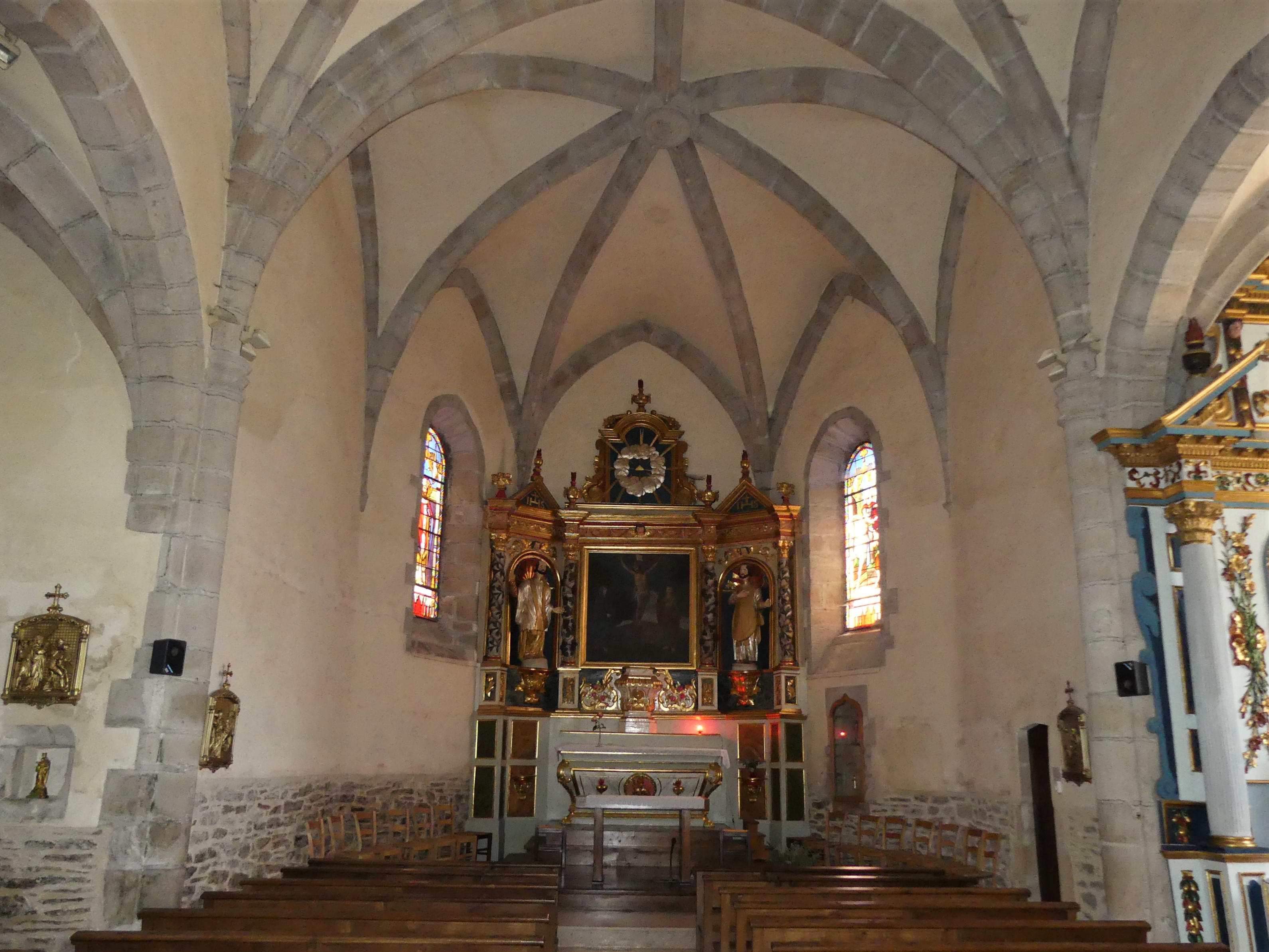
La nef.
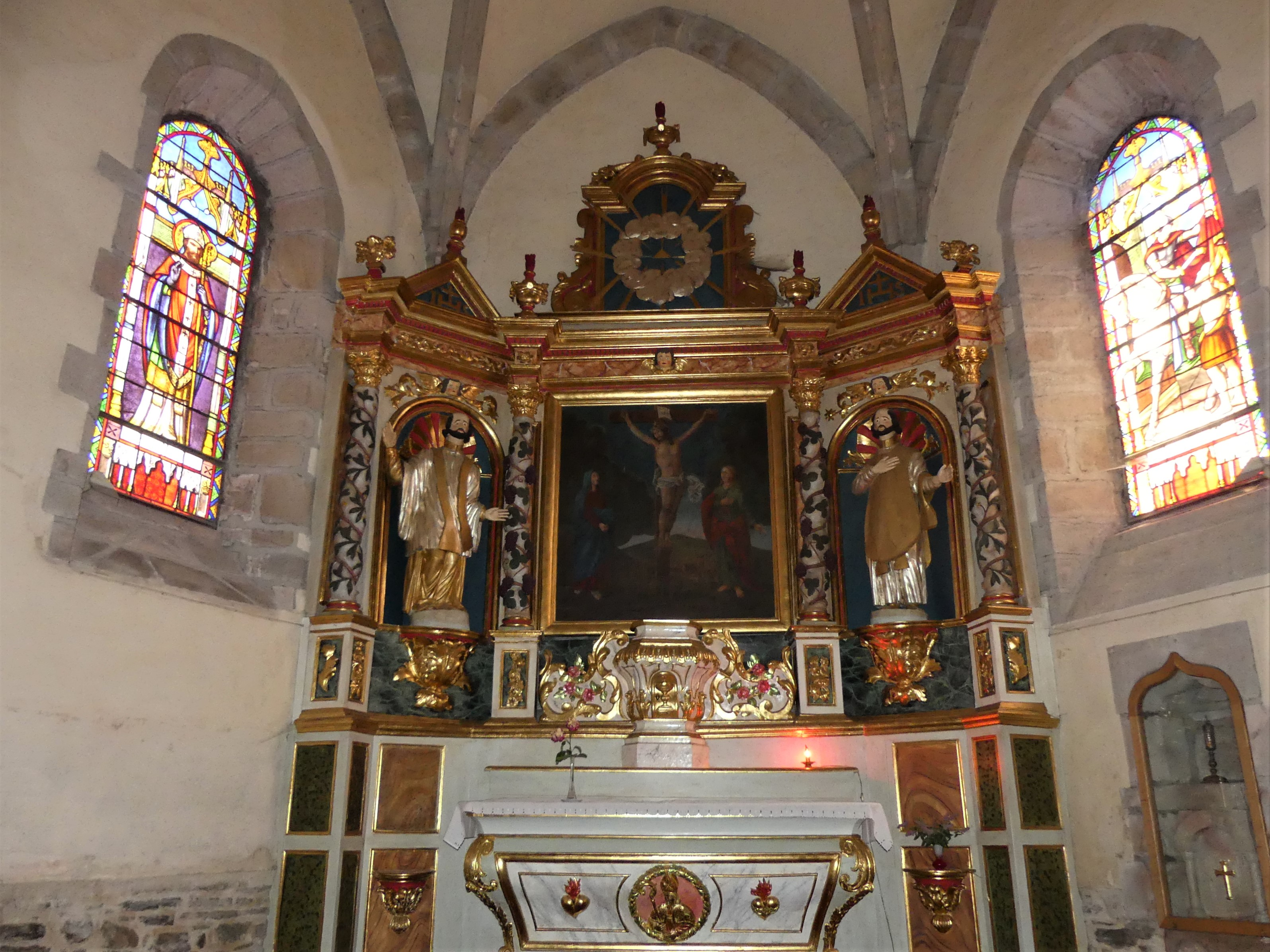
Le chœur et son retable.
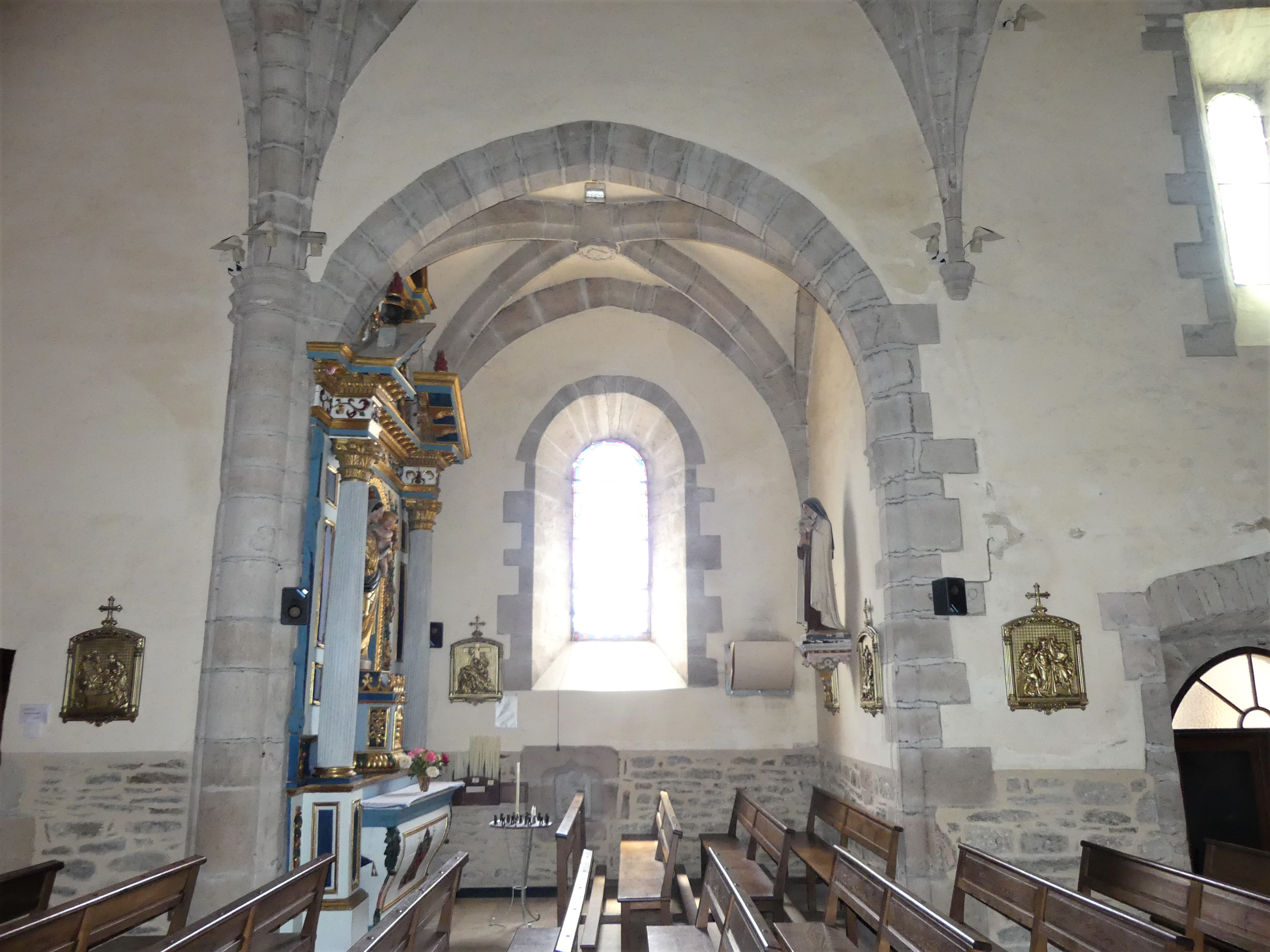
La chapelle latérale sud.

La statue de « Notre-Dame-des-Lacs » (ou de la « Vierge des Lacs »), au sommet du Puech Montgrand, domine le lac de Pareloup ; elle a été sculptée par Jean-Pierre Duroux en 1956 et érigée à cet endroit par l'État, quelques années après le remplissage du lac.

#### Patrimoine naturel
- Le lac de Pareloup, retenue du barrage de Pareloup, est le 5e lac artificiel de France par sa superficie[32]. Salles-Curan serait désignée comme la commune du Lévézou (avec les Vernhes) où l'affluence d'estivants est la plus massive[réf. nécessaire].
- Plateau du Lévézou, avec les crêtes et le mont Seigne, 1 128 m, point culminant de la chaîne, sur le versant oriental du plateau.

Le lac de Pareloup
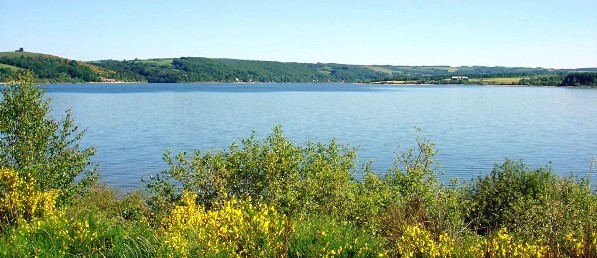
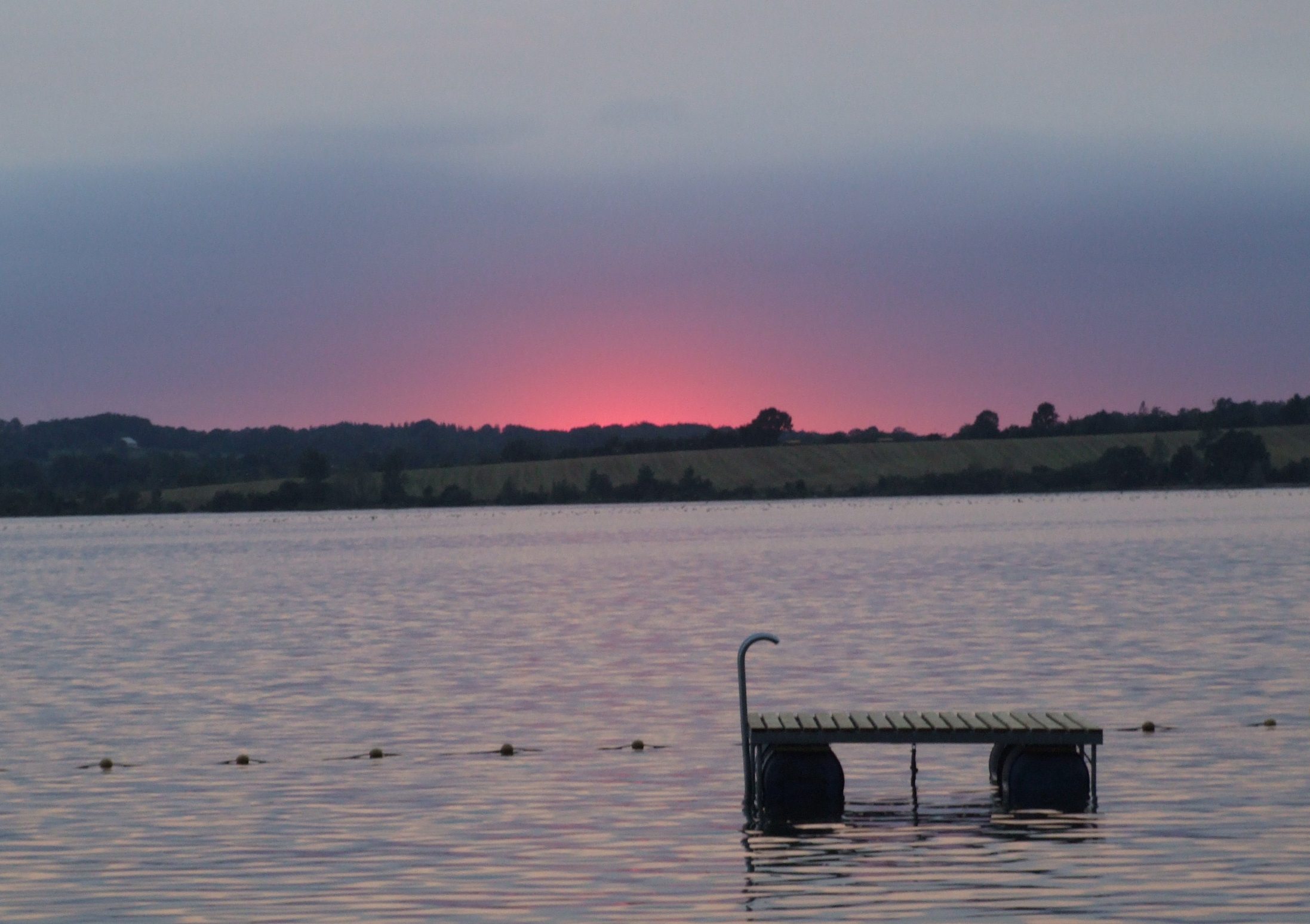
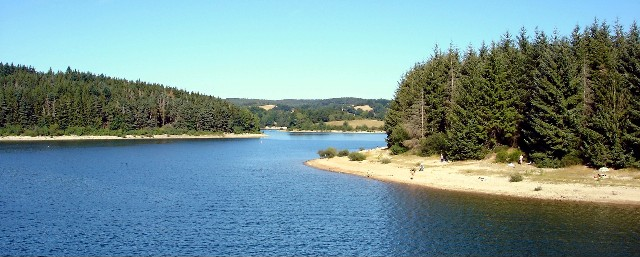
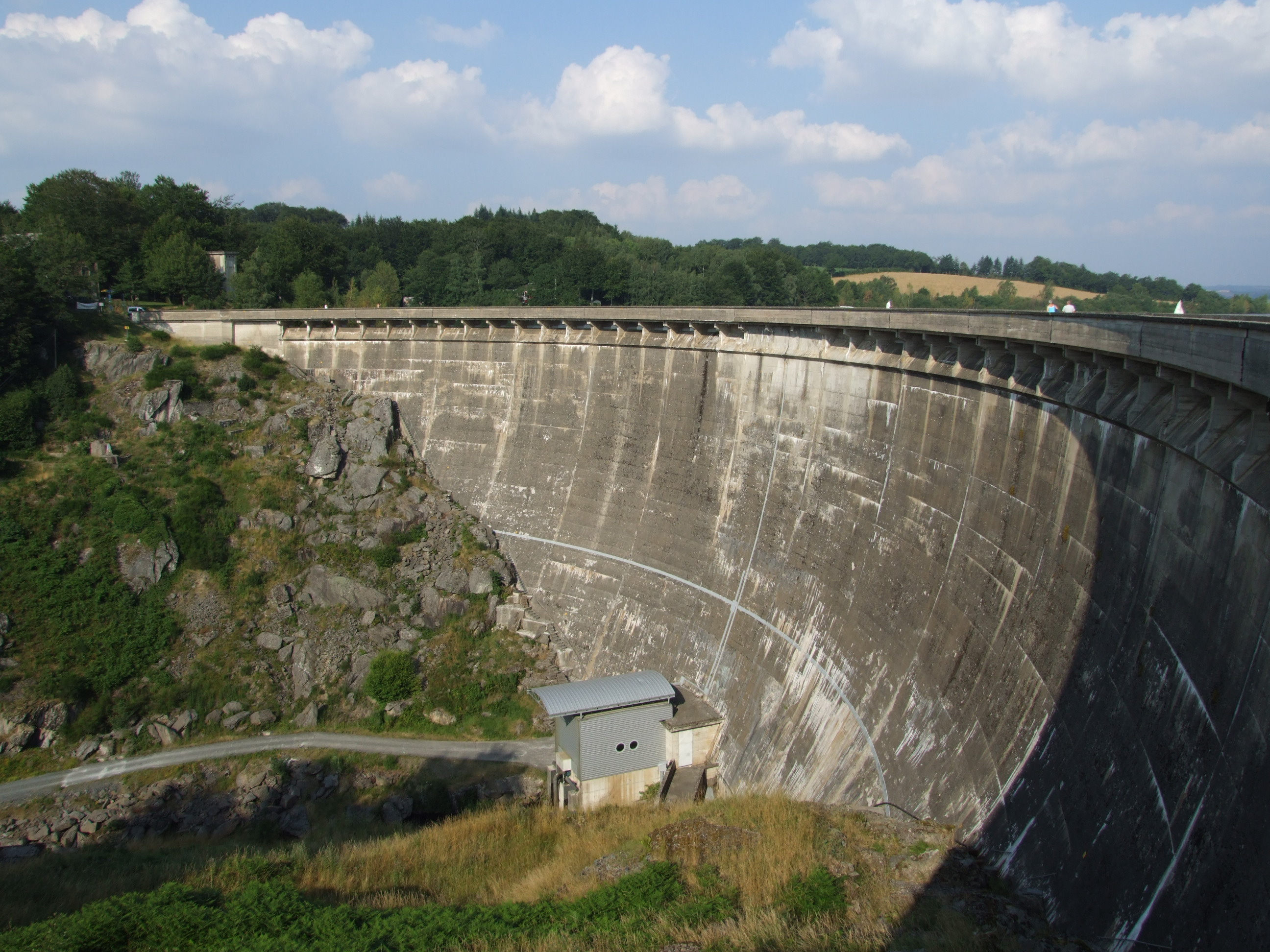
Le barrage de Pareloup, entre les communes d'Arvieu et de Canet-de-Salars.

### Personnalités liées à la commune
- Guillaume Capelle (1775-1843), préfet et homme politique, est né à Salles-Curan.
- Pierre Calvet-Rognat (1812-1875), député de l'Aveyron et ministre de Charles X, est né à Salles-Curan.
- Louis-Alexis Delmas (1911-1973), député de l'Aveyron et maire de Salles-Curan (1959-1973), y est né.
- Eugène Viala (1859-1913), peintre, graveur aquafortiste né à Salles-Curan. Une statue en son hommage y est érigée, dans un parc qui porte son nom.

### Héraldique
| Blason de la ville de Salles-Curan (Aveyron). | Les armes de Salles-Curan se blasonnent ainsi : De sable à la crosse épiscopale d'or. |